# Liste der Biografien/Ell
Liste der Biografien |
Portal Biografien |
Personensuche
# |
A |
B |
C |
D |
E |
F |
G |
H |
I |
J |
K |
L |
M |
N |
O |
P |
Q |
R |
S |
T |
U |
V |
W |
X |
Y |
Z |
?
 
Ea |
Eb |
Ec |
Ed |
Ee |
Ef |
Eg |
Eh |
Ei |
Ej |
Ek |
El |
Em |
En |
Eo |
Ep |
Eq |
Er |
Es |
Et |
Eu |
Ev |
Ew |
Ex |
Ey |
Ez
 
Ela |
Elb |
Elc |
Eld |
Ele |
Elf |
Elg |
Elh |
Eli |
Elj |
Elk |
Ell |
Elm |
Eln |
Elo |
Elp |
Elr |
Els |
Elt |
Elu |
Elv |
Elw |
Ely |
Elz
Die Liste der Biografien führt alle Personen auf, die in der deutschsprachigen Wikipedia einen Artikel haben. Dieses ist eine Teilliste mit 739 Einträgen von Personen, deren Namen mit den Buchstaben „Ell“ beginnt.

## Ell
- Ell, Lindsay (* 1989), kanadische Sängerin und Songwriterin

### Ella
- Ella (* 1966), malaysische Rockmusikerin
- Ella Asbeha, Negus von Aksum (im heutigen Äthiopien)
- Ella Mai (* 1994), britische R&B-SängerinElla Mai (* 1994)

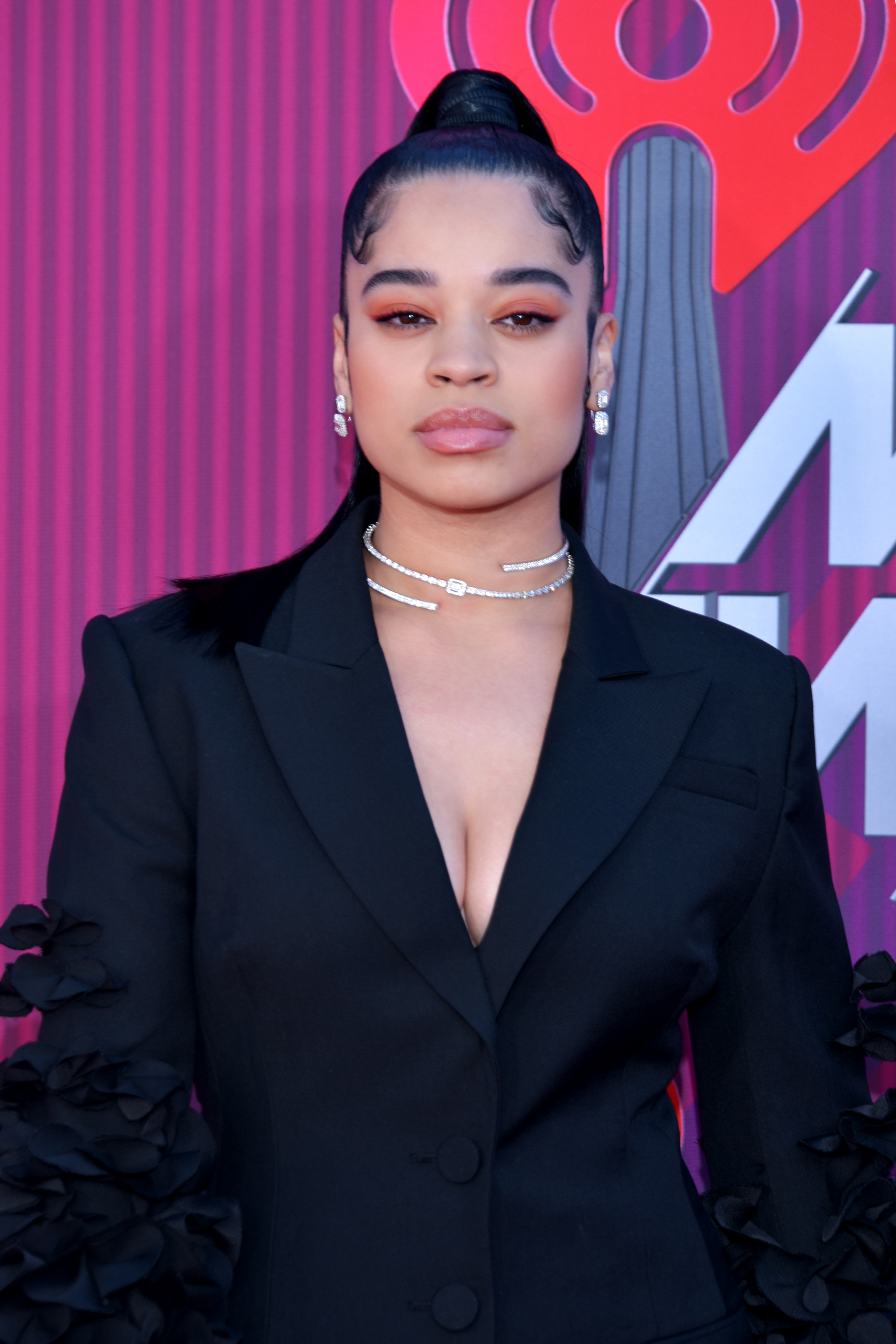
Ella Mai (* 1994)

- Ella, John (1802–1888), englischer Geiger, Musikschriftsteller und Konzertveranstalter
- Ella, Mark (* 1959), australischer Rugby-Union-Spieler
- Ella, Mark (* 1970), deutscher Politiker (FDP), MdBB
- Ella-Mittrenga, Susan (* 1967), deutsche Politikerin (Bündnis 90/Die Grünen)
- Ellac († 454), Sohn von Attila dem Hunnenkönig
- Ellacuría, Ignacio (1930–1989), katholischer Priester, Jesuit, Philosoph, Theologe und Märtyrer
- Ellam, Roy (* 1943), englischer Fußballspieler
- Ellamaa, Andres (1944–2023), estnischer Arzt und Gesundheitspolitiker
- Ellan-Blakytnyj, Wassyl (1894–1925), ukrainischer Revolutionär, Journalist und Schriftsteller
- Ellard, Angela (* 1961), US-amerikanische Juristin und stellvertretende Generaldirektorin der Welthandelsorganisation
- Ellauri, José Eugenio (1834–1894), uruguayischer Rechtsanwalt und Politiker
- Ellauri, José Longinos (1789–1867), uruguayischer Politiker

### Ellb
- Ellberg, Ernst Henrik (1868–1948), schwedischer Komponist
- Ellbracht, Harry (* 1953), deutscher Fußballspieler
- Ellbracht, Theodor (1893–1958), deutscher Pädagoge und Schriftsteller

### Elle
- Elle (* 2000), Schweizer Pop/Rock- und Soulsängerin
- Elle, Andrea (* 1940), deutsche Radrennfahrerin
- Elle, Édouard (1859–1911), belgischer Maler und Architekt
- Elle, Ferdinand, flämisch-französischer Maler
- Elle, Jo (* 1978), Schweizer Sängerin
- Elle, Louis Ferdinand der Ältere (1612–1689), französischer Maler
- Elle, Louis Ferdinand der Jüngere (1648–1717), französischer Maler
- Elle, Ludwig (* 1952), sorbischer Wissenschaftler
- Elle, Nina (* 1980), deutschamerikanische Pornodarstellerin
- Elle, Pierre (1617–1665), französischer Maler und Kupferstichverleger
- Elle, Rudolf (1911–1952), deutscher Mediziner (Orthopäde)
- Ellebæk, Tobias (* 1992), dänischer Handballspieler
- Ellebichus, spätantiker römischer Offizier
- Ellebracht, Heiner (* 1955), deutscher Organisationsberater, Coach und Autor
- Ellebrecht, Anton Günther von (1600–1681), königlich dänischer Generalmajor und Chef des Oldenburgischen National Infanterie-Regiment
- Elleder, Karl (1860–1941), österreichischer Illustrator und Karikaturist
- Elledge, Stephen J. (* 1956), US-amerikanischer Genetiker
- Ellefeld, Joachim, deutscher Theologe und Reformator
- Ellefsæter, Ole (1939–2022), norwegischer Skilangläufer und Leichtathlet
- Ellefsen á Skipagøtu, Elias (* 2002), färöischer Handballspieler
- Ellefsen Dotzauer, Ingvar (* 1971), bolivianischer Politiker, Mitglied des Abgeordnetenhauses
- Ellefsen, Jóhan Hendrik (* 1987), färöischer Fußballschiedsrichter
- Ellefsen, Pauli (1936–2012), färöischer Politiker (Sambandsflokkurin)
- Ellefson, David (* 1964), US-amerikanischer MusikerDavid Ellefson (* 1964)

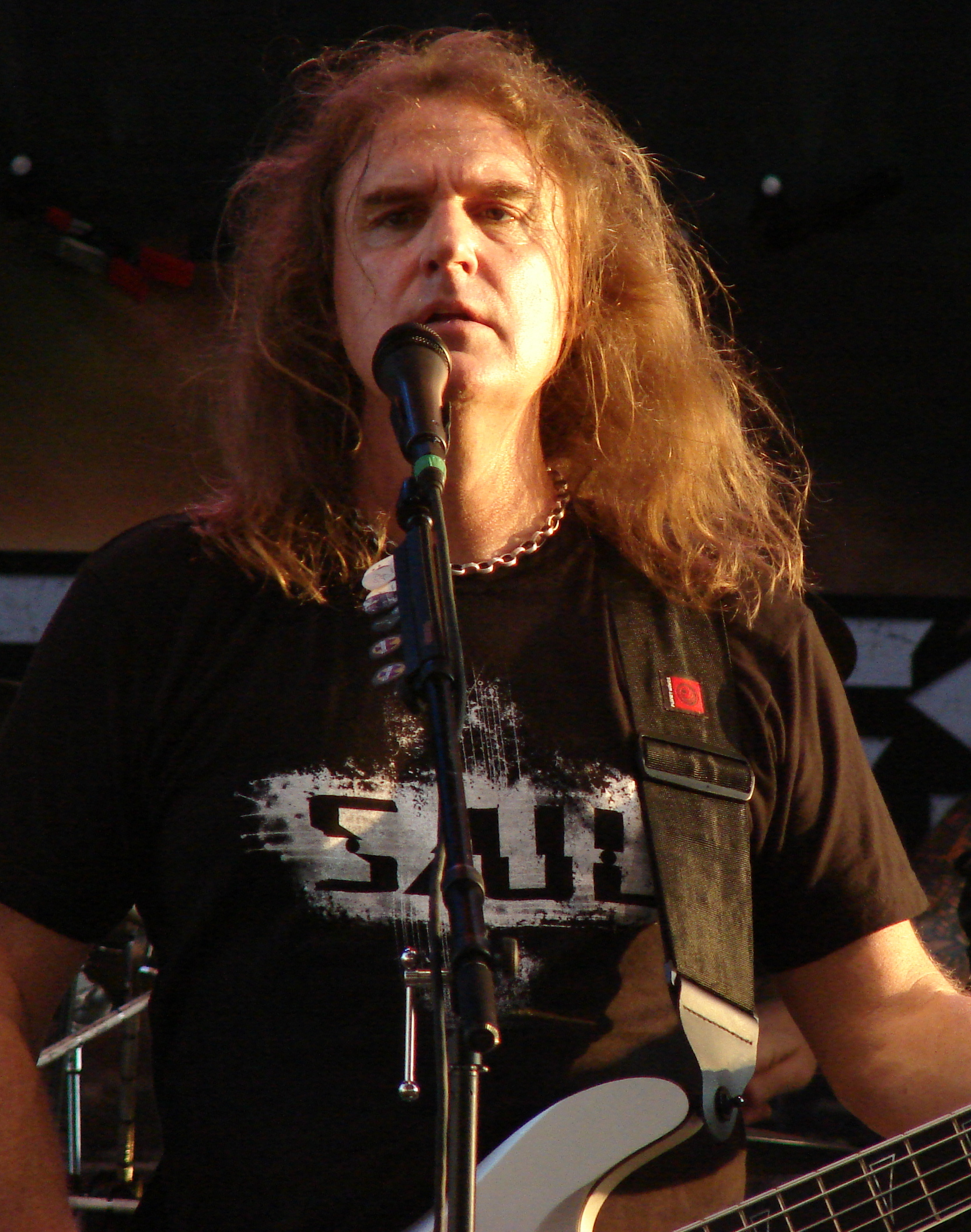
David Ellefson (* 1964)

- Ellegaard, France (1913–1999), dänische Pianistin
- Ellegaard, Kevin Stuhr (* 1983), dänischer Fußballspieler
- Ellegaard, Niels (* 1962), dänischer Schauspieler und Synchronsprecher
- Ellegaard, Peter (* 1958), dänischer Radrennfahrer
- Ellegaard, Thorvald (1877–1954), dänischer Radrennfahrer
- Ellegast, Burkhard (1931–2022), österreichischer Benediktiner und Abt des Stift Melk (1975–2001)
- Ellegast, Claudia (* 1963), österreichische Judoka
- Ellegast, Konrad (* 1940), deutscher Manager
- Ellegast, Peter (* 1939), deutscher Wirtschaftsmanager
- Ellehammer, Jacob Christian Hansen (1871–1946), dänischer Luftfahrtpionier
- Elleinstein, Jean (1927–2002), französischer Historiker
- Ellemann, Karen (* 1969), dänische Politikerin (Venstre), Mitglied des Folketing
- Ellemann-Jensen, Jakob (* 1973), dänischer Politiker (Venstre), Umweltminister
- Ellemann-Jensen, Uffe (1941–2022), dänischer Politiker (Venstre), Mitglied des Folketing und Außenminister
- Ellemeet, Corinne (* 1976), niederländische Politikerin
- Ellemers, Naomi (* 1963), niederländische Sozialpsychologin
- Ellen, Donna, Opernsängerin (Sopran)
- Ellen, Elizabeth, US-amerikanische Schriftstellerin
- Ellen, Max (1926–2014), deutschamerikanischer Geiger
- Ellena, Carlo (* 1938), italienischer Geistlicher, emeritierter Bischof von Zé Doca
- Ellena, Jean-Claude (* 1947), französischer Parfümeur
- Ellena, Véronique (* 1966), französische Fotografin und bildende Künstlerin
- Ellena, Vittorio (1844–1892), italienischer Staatsmann
- Ellenbant, Leonhard von dem, deutscher Schöffe und Bürgermeister der Freien Reichsstadt Aachen
- Ellenbeck, Hans (1889–1959), deutscher Politiker (DNVP), MdR
- Ellenbeck, Hans-Dieter (1912–1992), deutscher Mediziner und SS-Sturmbannführer
- Ellenberg, Hans (1877–1949), deutscher Orientalist und Journalist
- Ellenberg, Heinz (1913–1997), deutscher Biologe, Botaniker, Landschaftsökologie, Wegbereiter einer ganzheitlichen Sicht des Ökosystems in Deutschland
- Ellenberg, Jan (* 1967), deutscher Molekularbiologe
- Ellenberg, Jordan S. (* 1971), US-amerikanischer Mathematiker
- Ellenberg, Thomas (* 1957), deutscher Fußballspieler
- Ellenberger, Andrea (* 1993), Schweizer SkirennfahrerinAndrea Ellenberger (* 1993)

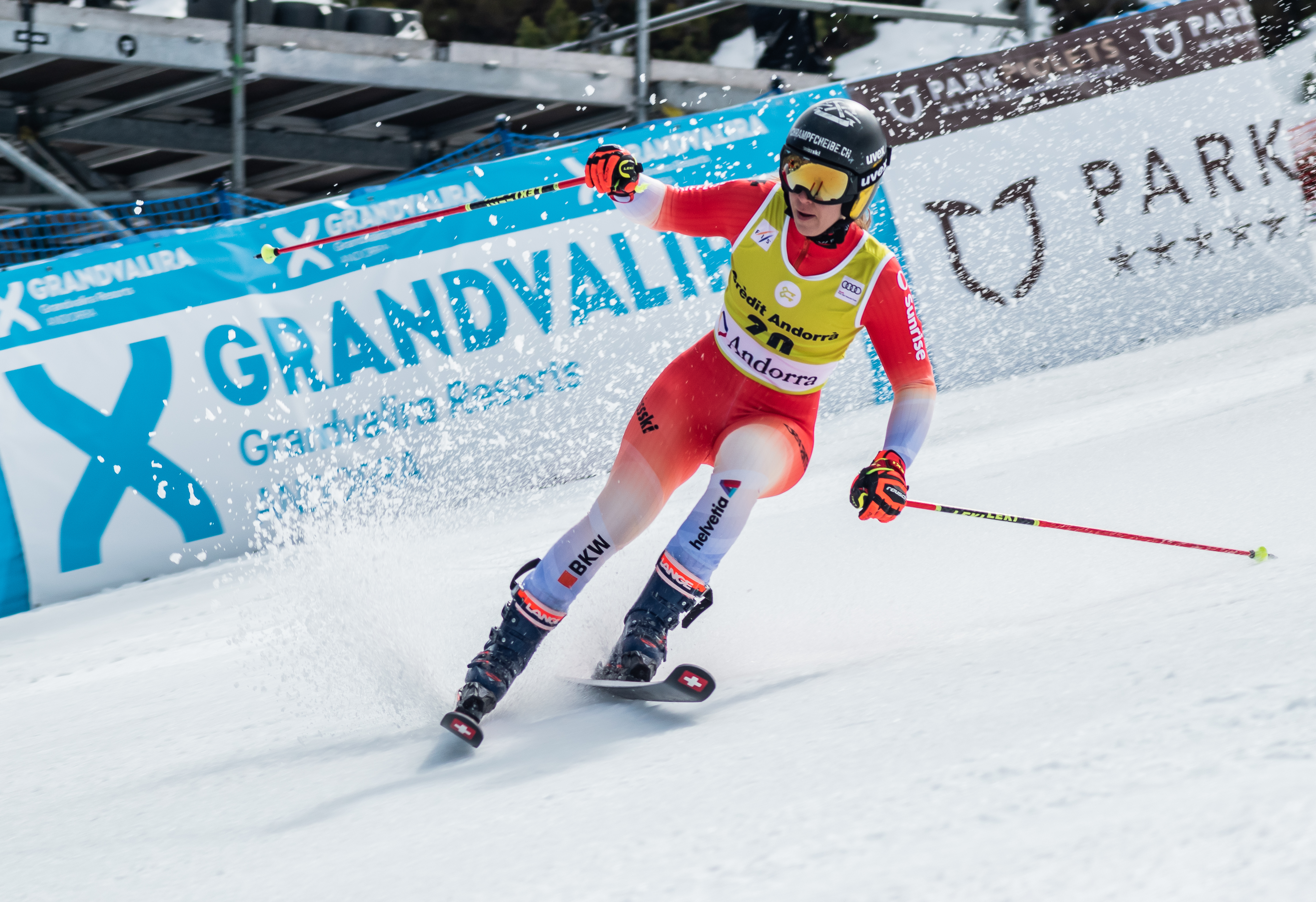
Andrea Ellenberger (* 1993)

- Ellenberger, David Frédéric (1835–1920), Schweizer protestantischer Missionar
- Ellenberger, Eduard (1837–1917), Landtagsabgeordneter Großherzogtum Hessen
- Ellenberger, François (1915–2000), französischer Geologe und Geologie-Historiker
- Ellenberger, Henri F. (1905–1993), Schweizer Psychiater, Psychoanalytiker und Medizinhistoriker
- Ellenberger, Hugo (1903–1977), österreichischer Hochschullehrer, Volksbildner und Schriftsteller
- Ellenberger, Irene (* 1946), deutsche Politikerin (SPD), MdV, MdL
- Ellenberger, Jean-Marie (1913–1988), Schweizer Architekt
- Ellenberger, Jürgen (* 1960), deutscher Richter und Vizepräsident des Bundesgerichtshofs
- Ellenberger, Pierre-Laurent (1943–2002), Schweizer Schriftsteller
- Ellenberger, Volker (* 1955), deutscher Jurist, Präsident des Verwaltungsgerichtshofs Baden-Württemberg
- Ellenberger, Volker (* 1964), deutscher Kirchenmusiker und Organist
- Ellenberger, Werner (1897–1952), Schweizer Manager
- Ellenberger, Wilhelm (1848–1929), deutscher Anatom
- Ellenberger, Wolfgang (* 1955), deutscher Pianist, Dirigent und Facharzt
- Ellenbog, Nikolaus (1481–1543), deutscher Benediktiner und Humanist
- Ellenbog, Ulrich († 1499), Arzt
- Ellenbogen, Henry (1900–1985), US-amerikanischer Politiker österreichischer Herkunft
- Ellenbogen, Julius (1878–1961), deutscher Jurist und Richter am obersten Gericht der Französischen Besatzungszone (1945)
- Ellenbogen, Wilhelm (1863–1951), österreichischer Arzt und sozialdemokratischer Politiker, Abgeordneter zum Nationalrat
- Ellend, Bernhard (1869–1950), österreichischer Fabrikant und Politiker (CS), Abgeordneter zum Nationalrat
- Ellender, Allen J. (1890–1972), US-amerikanischer Politiker (Demokratische Partei)
- Ellendorff, Franz (* 1941), deutscher Agrarwissenschaftler und Hochschullehrer
- Ellendt, Andrea (* 1890), deutsch-mexikanische, antisemitische Agitatorin der völkischen Bewegung
- Ellendt, Ernst (1803–1863), deutscher Klassischer Philologe und Gymnasialdirektor
- Ellendt, Friedrich (1796–1855), deutscher Klassischer Philologe und Gymnasialdirektor
- Ellendt, Georg (1840–1908), deutscher Historiker und Gymnasialdirektor
- Ellenhard († 1078), Bischof von Freising (1052–1078)
- Ellenrieder, Marie (1791–1863), deutsche MalerinMarie Ellenrieder (1791–1863)

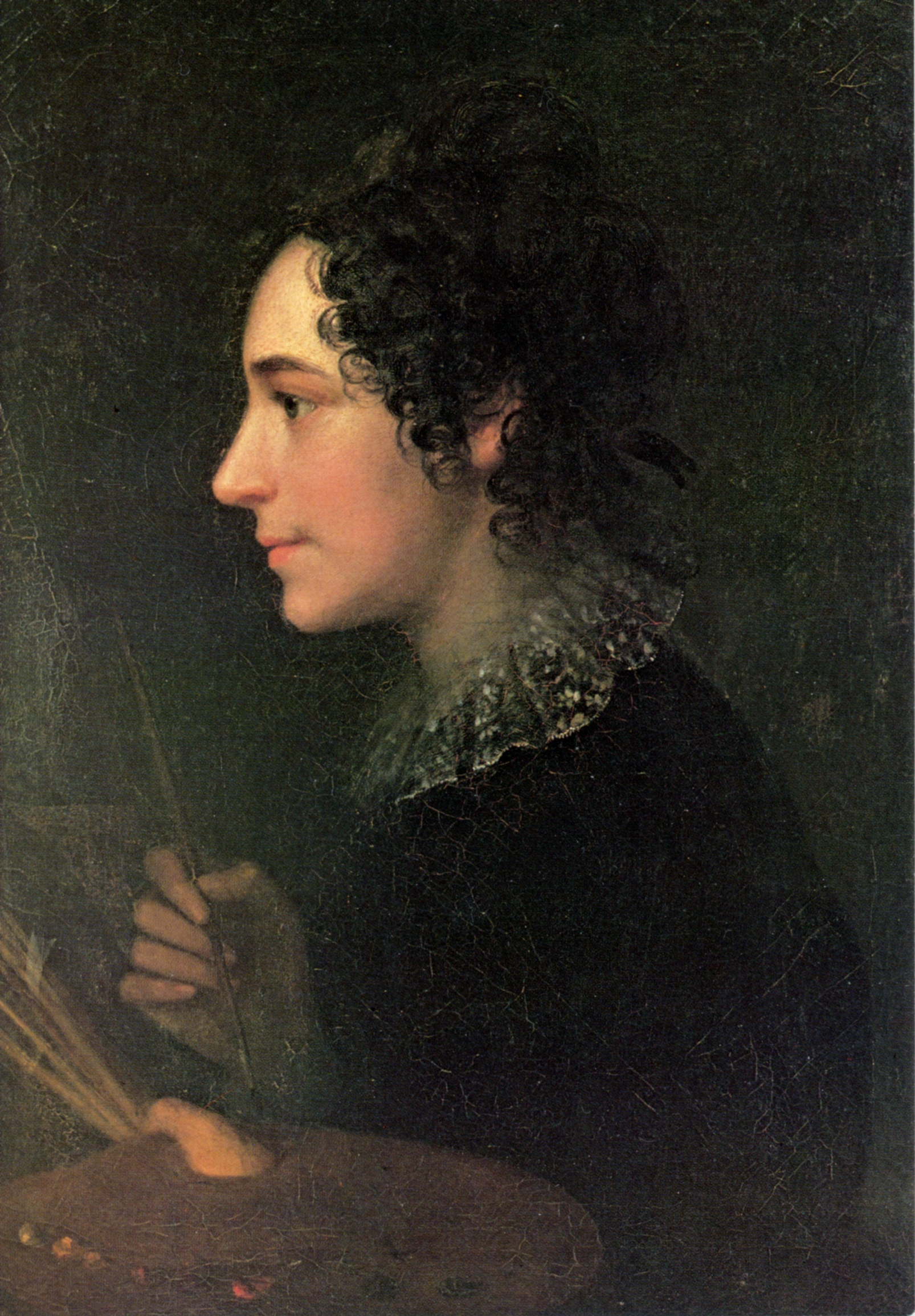
Marie Ellenrieder (1791–1863)

- Ellenshaw, Harrison (* 1945), US-amerikanischer Matte-Painter und Spezialeffektkünstler
- Ellenshaw, Peter (1913–2007), britischer Maler und Entwurfzeichner für Spielfilme
- Ellensohn, Daniel (* 1985), neuseeländischer Fußballspieler
- Ellensohn, David (* 1963), österreichischer Politiker (Grüne), Landtagsabgeordneter
- Ellensohn, Roman (* 1983), österreichischer Fußballspieler und Trainer
- Ellensohn, Susanne (* 1943), österreichische Schriftstellerin
- Ellenstein, Robert (1923–2010), US-amerikanischer Schauspieler, Sänger und Schauspielpädagoge
- Elleot, Uschi (1899–1975), deutsche Stummfilmschauspielerin, Theaterschauspielerin und Sängerin
- Eller, Carl (* 1942), US-amerikanischer American-Football-Spieler
- Eller, Cássia (1962–2001), brasilianische Folkrock-Musikerin
- Eller, Cynthia (* 1958), amerikanische Religionswissenschaftlerin
- Eller, Elias (1690–1750), christlicher Sektierer und Stadtgründer
- Eller, Elias (1813–1872), deutscher Politiker (DtVP), MdL Baden
- Eller, Eric (* 1988), deutscher Psychologe
- Eller, Fabiano (* 1977), brasilianischer Fußballspieler
- Eller, Felix Maxim (* 1992), deutscher Regisseur
- Eller, Fritz (1927–2018), österreichisch-deutscher Architekt
- Eller, Hans (1910–1943), deutscher Olympiasieger im Rudern
- Eller, Harald (* 1956), deutscher Musiker (Bass, Gitarre, Daxophon)
- Eller, Heino (1887–1970), estnischer Komponist
- Eller, Johann Kaspar († 1796), Bürgermeister in Elberfeld
- Eller, Johann Theodor (1689–1760), preußischer Mediziner und Chemiker
- Eller, Johannes († 1814), Bürgermeister in Elberfeld
- Eller, John (1883–1967), US-amerikanischer Leichtathlet
- Eller, Lars (* 1989), dänischer Eishockeyspieler
- Eller, Markus (* 1966), deutscher Geistlicher und Benediktiner
- Eller, René, niederländischer Regisseur von Werbefilmen und Musikvideos
- Eller, Roland (* 1936), deutscher Kommunalpolitiker (CSU)
- Eller, Rudl (1882–1977), österreichischer Bergsteiger
- Eller, Rudolf (1914–2001), deutscher Musikwissenschaftler
- Eller, Sven (* 1979), deutscher Fußballspieler
- Eller, Thomas (* 1964), deutscher Künstler und Autor
- Eller, Thomas (* 1980), deutscher Marathonläufer, Lehrer und Inklusionsaktivist
- Eller, Thomas (* 1980), österreichischer Fußballspieler
- Eller, Ulrich (* 1953), deutscher Künstler
- Eller, Walton (* 1982), US-amerikanischer Sportschütze
- Eller, Wolfgang Ernst von (1610–1680), kurbrandenburger Generalmajor, Geheimer Kriegsrat sowie Gouverneur von Minden
- Eller-Eberstein, Karl von (1830–1908), preußischer Generalleutnant
- Ellerbach, Burkhard von († 1404), Bischof von Augsburg (1373–1404)
- Ellerbach, Heinrich von († 1408), Propst von Buxheim, Domherr in Augsburg
- Ellerbe, Dannell (* 1985), US-amerikanischer American-Football-Spieler
- Ellerbe, Dawn (* 1974), US-amerikanische Hammerwerferin
- Ellerbe, J. Edwin (1867–1917), US-amerikanischer Politiker
- Ellerbe, William Haselden (1862–1899), Gouverneur von South Carolina
- Ellerbeck, Leopold (1872–1945), deutscher Bauingenieur
- Ellerbek, Ellegaard (1877–1947), deutscher völkischer Schriftsteller und Führer im Wiking-Bund
- Ellerborn, Gerhard (1517–1571), deutscher Schöffe und Bürgermeister der Freien Reichsstadt Aachen
- Ellerborn, Johann († um 1440), deutscher Schöffe und Bürgermeister der Freien Reichsstadt Aachen
- Ellerborn, Johann († um 1532), deutscher Schöffe und Bürgermeister der Freien Reichsstadt Aachen
- Ellerborn, Johann († 1609), deutscher Schöffe und Bürgermeister der Freien Reichsstadt Aachen
- Ellerborn, Johann, deutscher Schöffe und Bürgermeister der Freien Reichsstadt Aachen
- Ellerborn, Thomas, deutscher Schöffe und Bürgermeister der Freien Reichsstadt Aachen
- Ellerbrock, Bernd (* 1955), deutscher Journalist, Fotograf und Autor
- Ellerbrock, Dagmar (* 1966), deutsche Historikerin
- Ellerbrock, Holger (* 1948), deutscher Politiker (FDP), MdL
- Ellerbrock, Karl-Peter (* 1957), deutscher Wirtschaftshistoriker
- Ellerbrock, Rolf (* 1925), deutscher Fußballspieler
- Ellerbrock, Sabine (* 1975), deutsche Rollstuhltennisspielerin
- Ellerbrok, Heinrich (1894–1975), deutscher Politiker (SPD)
- Ellerby, Keaton (* 1988), kanadischer Eishockeyspieler und -trainer
- Ellerby, Martin (* 1957), englischer Komponist
- Ellerhorst, Christian (1802–1870), Rechtsanwalt und Abgeordneter des Oldenburger Landtags
- Ellerhorst, Winfried (1892–1948), deutscher römisch-katholischer Ordensbruder
- Ellerkmann, Richard (* 1928), deutscher Botschafter
- Ellerkmann, Werner (1929–2007), deutscher Jurist, Wissenschaftsmanager Kernforschung
- Ellerman, Arnoldo (1893–1969), argentinischer Schachkomponist
- Ellerman, Ferdinand (1869–1940), US-amerikanischer Astronom
- Ellerman, John Reeves, 2. Baronet (1909–1973), englischer Reeder, Philanthrop und Zoologe
- Ellermann, Andreas (* 1965), deutscher Moderator, Entertainer und Sänger
- Ellermann, Anja (* 1968), deutsche Fernsehmoderatorin
- Ellermann, Ben (* 1998), deutscher Rugbyspieler
- Ellermann, Dina (* 1980), estnische Dressurreiterin
- Ellermann, Frank (* 1954), deutscher Schweißfachingenieur in Österreich
- Ellermann, Gisela (* 1937), deutsche Badmintonspielerin
- Ellermann, Heike (* 1945), deutsche Autorin, Illustratorin, freie Künstlerin
- Ellermann, Heinrich (1905–1991), deutscher Literaturwissenschaftler und Verleger
- Ellermann, Katrin (* 1972), deutsche Ingenieurin
- Ellermann, Marcus (* 1967), deutscher Brigadegeneral der Luftwaffe
- Ellern, Hermann (1892–1987), deutsch-israelischer Bankier
- Ellers, Holger (* 1976), deutscher Schachspieler
- Ellers, Josef (* 1988), österreichischer Schauspieler
- Ellersdorfer, Florian (1861–1929), österreichischer Realitätenbesitzer und Politiker, Landtagsabgeordneter
- Ellersiek, Kurt (1901–1964), deutscher Wirtschafts-Ingenieur, NS-Funktionär und SS-Führer
- Ellersiek, Wilma (1921–2007), deutsche Musik- und Rhythmik-Pädagogin
- Ellert, Gerhart (1900–1975), österreichische Schriftstellerin
- Ellert, Gundi (* 1951), deutsche Schauspielerin, Regisseurin und Autorin
- Ellerts, Gisbert von (1875–1956), preußischer Verwaltungsjurist und Landrat im Kreis Neisse
- Ellertsen, Line (* 1998), norwegische Handballspielerin
- Ellertson, Tina (* 1982), US-amerikanische Fußballspielerin
- Ellervik, Ulf (* 1969), schwedischer Chemiker (bioorganische Chemie) und Hochschullehrer
- Ellery, Christopher (1768–1840), US-amerikanischer Politiker
- Ellery, Robert (1827–1908), englischer Astronom
- Ellery, William (1701–1764), britischer Händler, Jurist und Politiker
- Ellery, William (1727–1820), US-amerikanischer Politiker, Gründervater der Vereinigten Staaten
- Elles, Diana, Baroness Elles (1921–2009), britische Politikerin, MdEP
- Elles, Gertrude (1872–1960), britische Geologin, Paläontologin und Hochschullehrerin
- Elles, Hugh (1880–1945), britischer Militär, Panzergeneral
- Elles, James (* 1949), britischer Politiker (Conservative Party), MdEP
- Elles, Wilma (* 1986), deutsch-türkische SchauspielerinWilma Elles (* 1986)

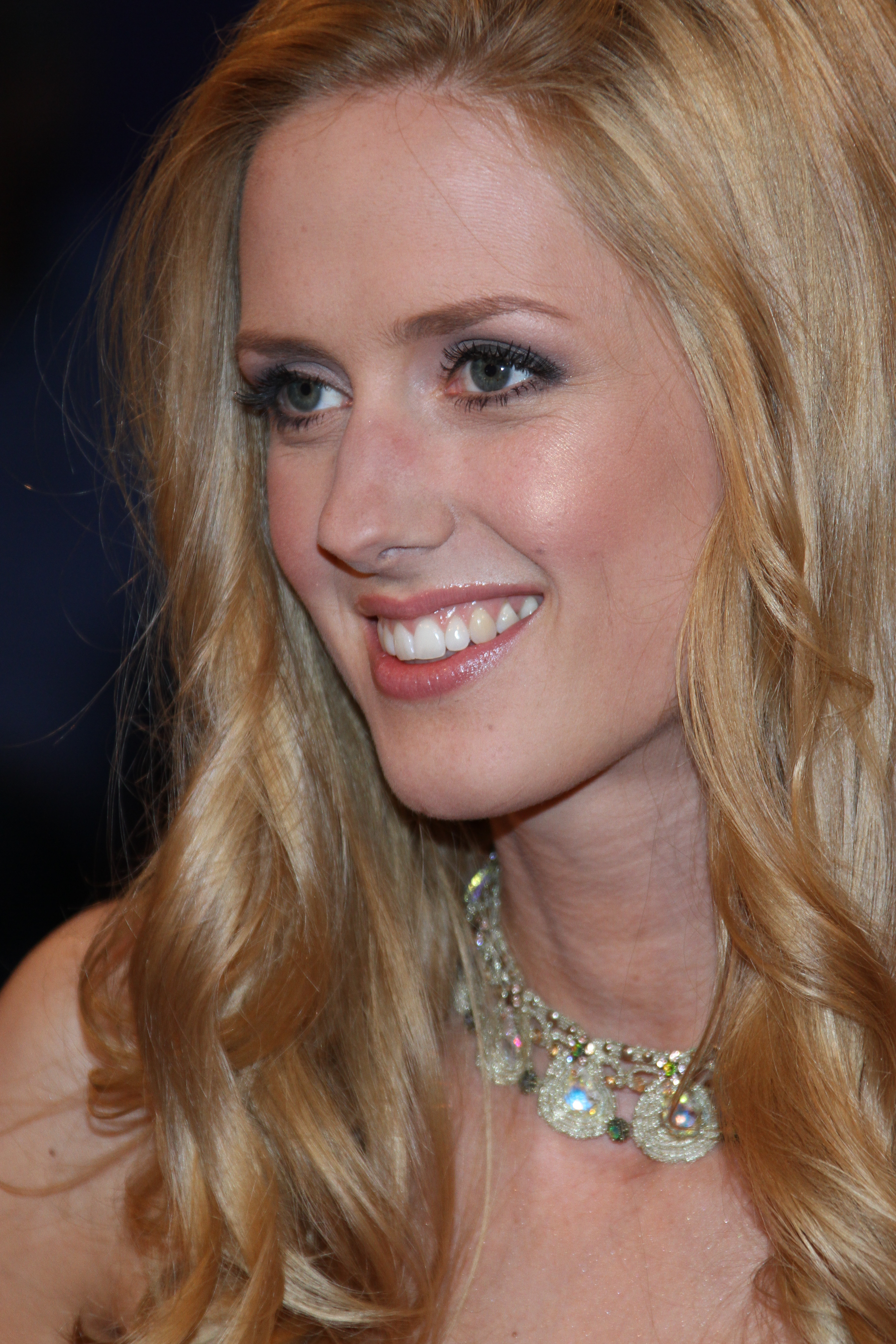
Wilma Elles (* 1986)

- Ellet, Charles (1810–1862), US-amerikanischer Bauingenieur
- Ellet, Elizabeth Fries (1818–1877), US-amerikanische Autorin, Historikerin und Dichterin
- Elletson, Harold (1960–2023), britischer Politiker und Sicherheitsexperte
- Ellett, David (* 1964), kanadischer Eishockeyspieler
- Ellett, Henry T. (1812–1887), US-amerikanischer Politiker
- Ellett, Tazewell (1856–1914), US-amerikanischer Politiker

### Ellg
- Ellgaard, Erik G. (1939–1999), US-amerikanischer Biologe
- Ellgaard, Frederik (* 1896), deutsch-dänischer Maler
- Ellgaard, Helmuth (1913–1980), deutscher Pressezeichner und Illustrator
- Ellgaard, Peter (* 1940), deutscher Fernsehjournalist und -moderator
- Ellger, Dietrich (1922–2007), deutscher Kunsthistoriker und Denkmalpfleger
- Ellger, Dietrich (* 1938), deutscher Politiker (SPD), MdHB
- Ellger, Reinhard (* 1953), deutscher Jurist und Hochschullehrer
- Ellger-Rüttgardt, Sieglind (* 1941), deutsche Heil-/Sonderpädagogin
- Ellguth, Andreas (1964–2024), deutscher Fußballspieler

### Elli
- Elli na makowom pole (* 1998), Singer-Songwriterin
- Elli, Alberto (* 1964), italienischer Radsportler

#### Ellia
- Ellian, Afshin (* 1966), niederländischer Rechtswissenschaftler, Philosoph, Dichter und Essayist

#### Ellic
- Ellice (* 2007), deutsche Sängerin und Schauspielerin
- Ellice, Charles (1823–1888), britischer General
- Ellicott, Andrew (1754–1820), US-amerikanischer Geodät und Stadtplaner
- Ellicott, Benjamin (1765–1827), US-amerikanischer Jurist und Politiker
- Ellicott, Joseph (1760–1826), US-amerikanischer Geodät und Stadtplaner
- Ellicott, William (1856–1933), britischer Sportschütze

#### Ellid
- Elliði Snær Viðarsson (* 1998), isländischer Handballspieler

#### Ellig
- Elliger, Christina Maria (1731–1802), niederländische Malerin
- Elliger, Karl (1901–1977), deutscher evangelischer Theologe
- Elliger, Katharina (1929–2019), deutsche Autorin
- Elliger, Walter (1903–1985), deutscher evangelischer Theologe und Kirchenhistoriker
- Elliger, Winfried (1930–2019), deutscher Klassischer Philologe und Gräzist

#### Ellim
- Elliman, Yvonne (* 1951), US-amerikanische Sängerin und SchauspielerinYvonne Elliman (* 1951)

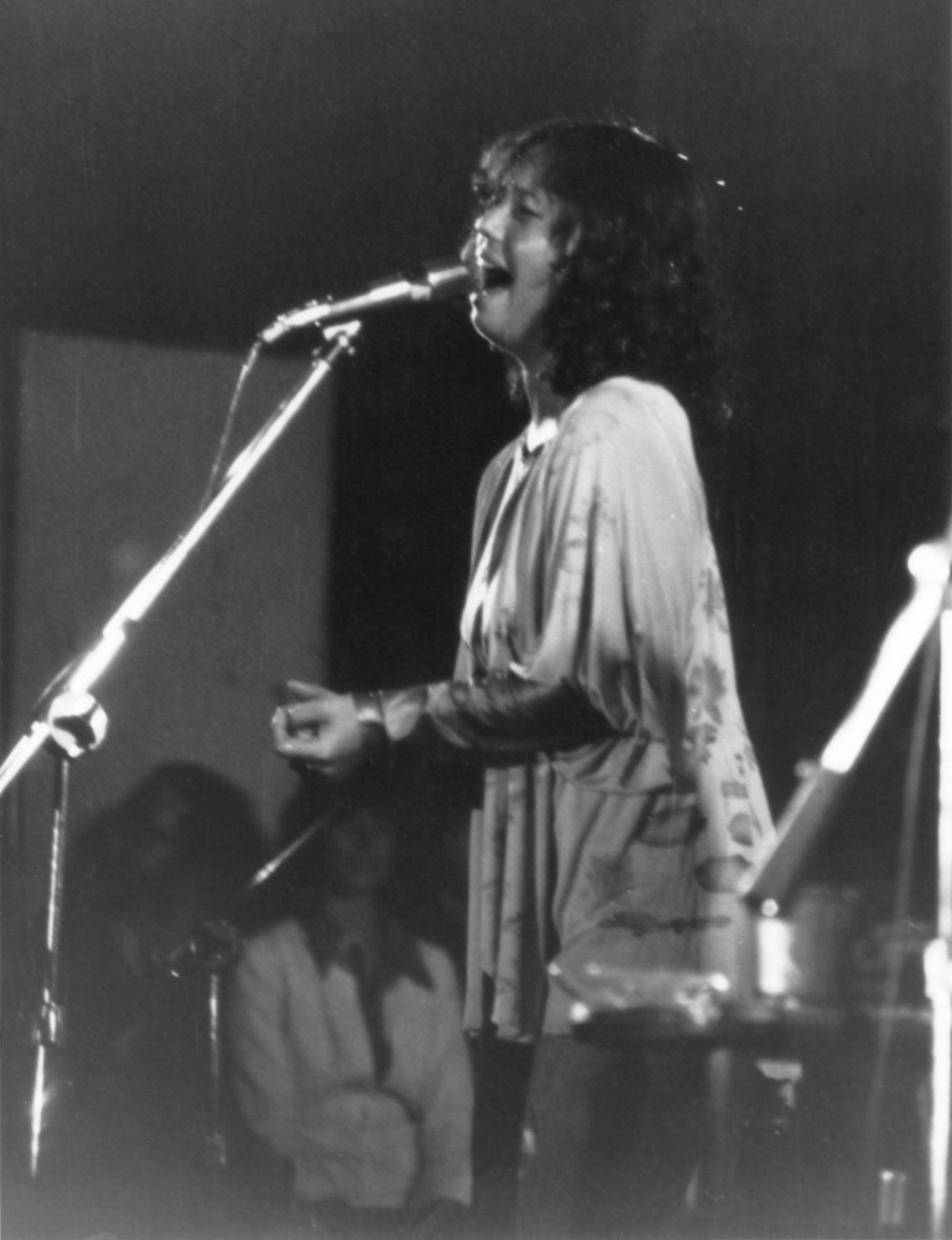
Yvonne Elliman (* 1951)

#### Ellin
- Ellin, Doug (* 1968), US-amerikanischer Drehbuchautor und Produzent
- Ellin, Stanley (1916–1986), amerikanischer Krimiautor
- Ellina, Christiana (* 2004), zyprische Speerwerferin
- Ellinaki, Georgia (* 1975), griechische Wasserballspielerin
- Ellinas, Tio (* 1992), zyprischer Automobilrennfahrer
- Ellinckhuysen, Karl Everad (1763–1837), deutscher Weinhändler und Weingutsbesitzer
- Elling, Adolf (1901–1996), deutscher Filmproduktionsleiter und Herstellungsleiter
- Elling, Ægidius (1861–1949), norwegischer Ingenieur und Erfinder
- Elling, Alwin (1897–1973), deutscher Filmregisseur
- Elling, Catharinus (1858–1942), norwegischer Komponist, Volksmusiksammler, Musikkritiker und -pädagoge
- Elling, Kurt (* 1967), US-amerikanischer JazzsängerKurt Elling (* 1967)

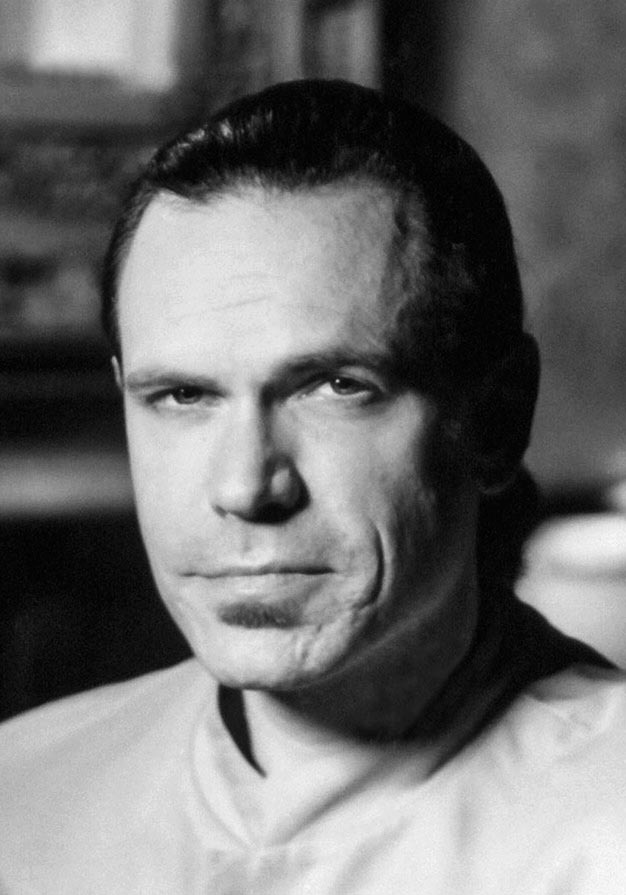
Kurt Elling (* 1967)

- Elling, Miriam (* 1984), deutsche Fußballtorhüterin
- Elling, Véronique (* 1975), französische Sängerin, Sprecherin, Schauspielerin, Theaterregisseurin und Schauspieldozentin
- Ellinger von Tegernsee († 1056), Seliger des Mittelalters und Abt von Tegernsee
- Ellinger, Alexander (1870–1923), deutscher Pharmakologe
- Ellinger, Andreas (1526–1582), deutscher Mediziner und neulateinischer Dichter
- Ellinger, Bettina (* 1978), österreichischer Politiker (ÖVP), Landtagsabgeordneter in Tirol
- Ellinger, Georg (1859–1939), deutscher Literaturwissenschaftler und Lehrer
- Ellinger, John (* 1951), US-amerikanischer Fußballspieler und -trainer
- Ellinger, Julius (1817–1881), deutscher Mathematiklehrer
- Ellinger, Karl (* 1952), österreichischer Musiklehrer, Komponist und Kolumnist
- Ellinger, Ludwig (1883–1954), deutscher Jurist
- Ellinger, Philipp (1887–1952), deutscher Pharmakologe
- Ellinger, Theodor (1920–2004), deutscher Ökonom
- Ellinger-Binder, Gertraud (* 1938), deutsche Malerin und Zeichnerin
- Ellinghaus, Horst-Emil (* 1948), deutscher Bäcker und Politiker (CDU), MdL
- Ellinghaus, Wilhelm (1888–1961), deutscher Jurist, Politiker (SPD), MdL und Richter des Bundesverfassungsgerichts
- Ellingsen, Arne (1924–2010), norwegischer Skispringer
- Ellingsen, Edvard (1855–1938), norwegischer Zoologe
- Ellingsen, Håkon (1894–1971), norwegischer Ruderer
- Ellingsen, Heidi (* 1998), norwegische Fußballspielerin
- Ellingsen, Heidi Ruud (* 1985), norwegische Film- und Bühnenschauspielerin
- Ellingsen, Lena Kristin (* 1980), norwegische Schauspielerin
- Ellingsgaard, Hallur (* 1952), färöischer Lehrer, Schulbuchautor und Politiker (Republikanische Partei)
- Ellingson, Evan (1988–2023), US-amerikanischer Schauspieler
- Ellingson, Lindsay (* 1984), US-amerikanisches Model
- Ellington, Buford (1907–1972), US-amerikanischer Politiker
- Ellington, Duke (1899–1974), US-amerikanischer Jazz-Komponist, -Pianist und -BandleaderDuke Ellington (1899–1974)

Duke Ellington (1899–1974)

- Ellington, Edward (1877–1967), britischer Offizier der RAF
- Ellington, James (* 1985), britischer Sprinter
- Ellington, Marie (1922–2012), US-amerikanische Jazzsängerin
- Ellington, Mercer (1919–1996), US-amerikanischer Jazz-Musiker, Komponist und Arrangeur
- Ellington, Nathan (* 1981), englischer Fußballspieler
- Ellington, Owen (* 1962), jamaikanischer Polizeichef
- Ellington, Ray (1916–1985), britischer Jazz- und Unterhaltungsmusiker (Schlagzeug, Gesang, Komposition)
- Ellington, Steve (1941–2013), US-amerikanischer Jazzschlagzeuger
- Ellington, Tate (* 1979), US-amerikanischer Schauspieler
- Ellington, Wayne (* 1987), US-amerikanischer Basketballspieler
- Ellinides, Christos, zyprischer EU-Beamter und Generaldirektor
- Ellinoa (* 1988), französische Jazzmusikerin (Gesang, Komposition) und Orchesterleiterin

#### Ellio
- Elliot, Adam (* 1972), australischer Animator, Regisseur und DrehbuchautorAdam Elliot (* 1972)

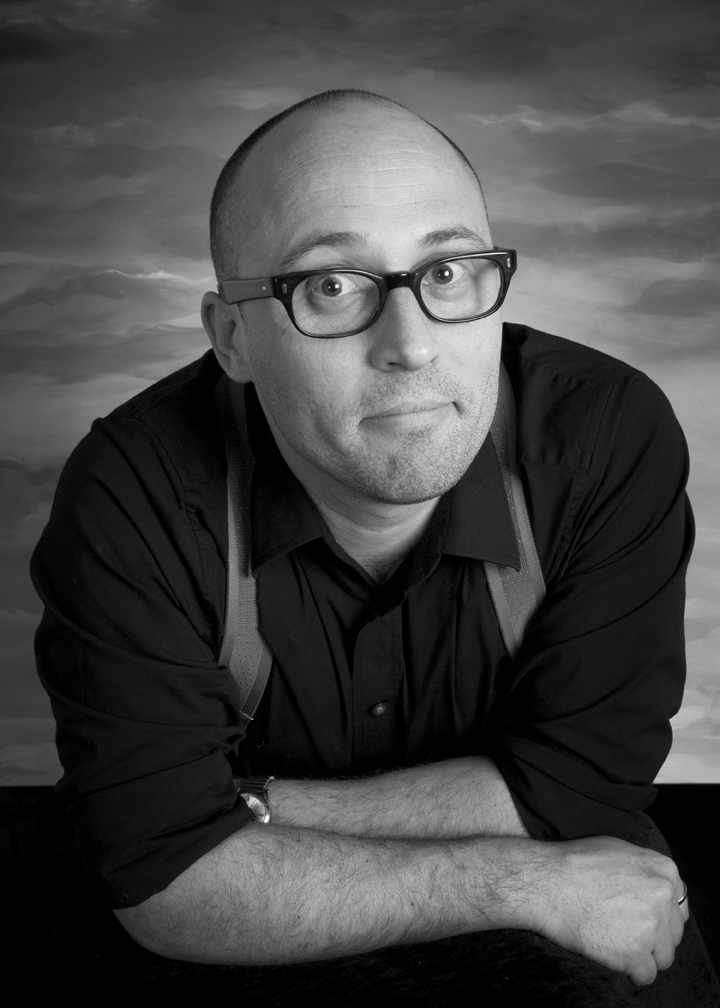
Adam Elliot (* 1972)

- Elliot, Alison (* 1948), schottische Psychologin
- Elliot, Andrew (1728–1797), Gouverneur der britischen Kolonie New York
- Elliot, Biff (1923–2012), US-amerikanischer Filmschauspieler
- Elliot, Calum (* 1987), schottischer Fußballspieler
- Elliot, Cass (1941–1974), US-amerikanische Sängerin, Mitglied der Band The Mamas and the Papas
- Elliot, Charles (1801–1875), britischer Marineoffizier, Diplomat und Kolonialbeamter
- Elliot, Charles (1818–1895), britischer Admiral of the Fleet
- Elliot, Daniel Giraud (1835–1915), US-amerikanischer Zoologe
- Elliot, David (* 1981), britischer Schauspieler
- Elliot, Elisabeth (1926–2015), US-amerikanische evangelikale Missionarin, Autorin und Referentin
- Elliot, Finn (* 2002), britischer Schauspieler
- Elliot, Fiona, englische Tischtennisspielerin
- Elliot, Francis Edmund Hugh (1851–1940), britischer Diplomat
- Elliot, George, 1. Baronet (1814–1893), britischer Unternehmer und Politiker, Mitglied des House of Commons
- Elliot, Helen (1927–2013), schottische Tischtennisspielerin
- Elliot, Henry Miers (1808–1853), britischer Kolonialbeamter in Indien und Historiker
- Elliot, James (1775–1839), US-amerikanischer Politiker
- Elliot, James Ludlow (1943–2011), US-amerikanischer Astrophysiker
- Elliot, Jane (* 1947), US-amerikanische Schauspielerin
- Elliot, Jason (* 1965), britischer Reiseschriftsteller
- Elliot, Jim (1927–1956), US-amerikanischer Missionar und Geistlicher
- Elliot, John (1918–1997), britischer Drehbuchautor Autor
- Elliot, Katharine, Baroness Elliot of Harwood (1903–1994), britische Politikerin
- Elliot, Launceston (1874–1930), schottischer Sportler und Olympiasieger
- Elliot, Leo von (1816–1890), deutscher Maler, Zeichner und Lithograph
- Elliot, Peter S. (* 1962), US-amerikanischer Filmeditor
- Elliot, Richard (* 1964), schottischer Saxophonspieler
- Elliot, Rob (* 1986), irischer Fußballtorhüter und -trainer
- Elliot, Rose, britische Schriftstellerin
- Elliot, Sten (1925–2022), schwedischer Regattasegler
- Elliot, Walter (1888–1958), britischer Politiker, Abgeordneter des House of Commons, Minister
- Elliot-Murray-Kynynmound, Gilbert, 1. Earl of Minto (1751–1814), britischer Politiker und Diplomat
- Elliot-Murray-Kynynmound, Gilbert, 4. Earl of Minto (1845–1914), britischer Kolonialbeamter, Generalgouverneur von Kanada und Vizekönig von Indien
- Elliotson, John (1791–1868), britischer Arzt
- Elliott, Aaron Marshall (1844–1910), US-amerikanischer Romanist
- Elliott, Abby (* 1987), US-amerikanische SchauspielerinAbby Elliott (* 1987)

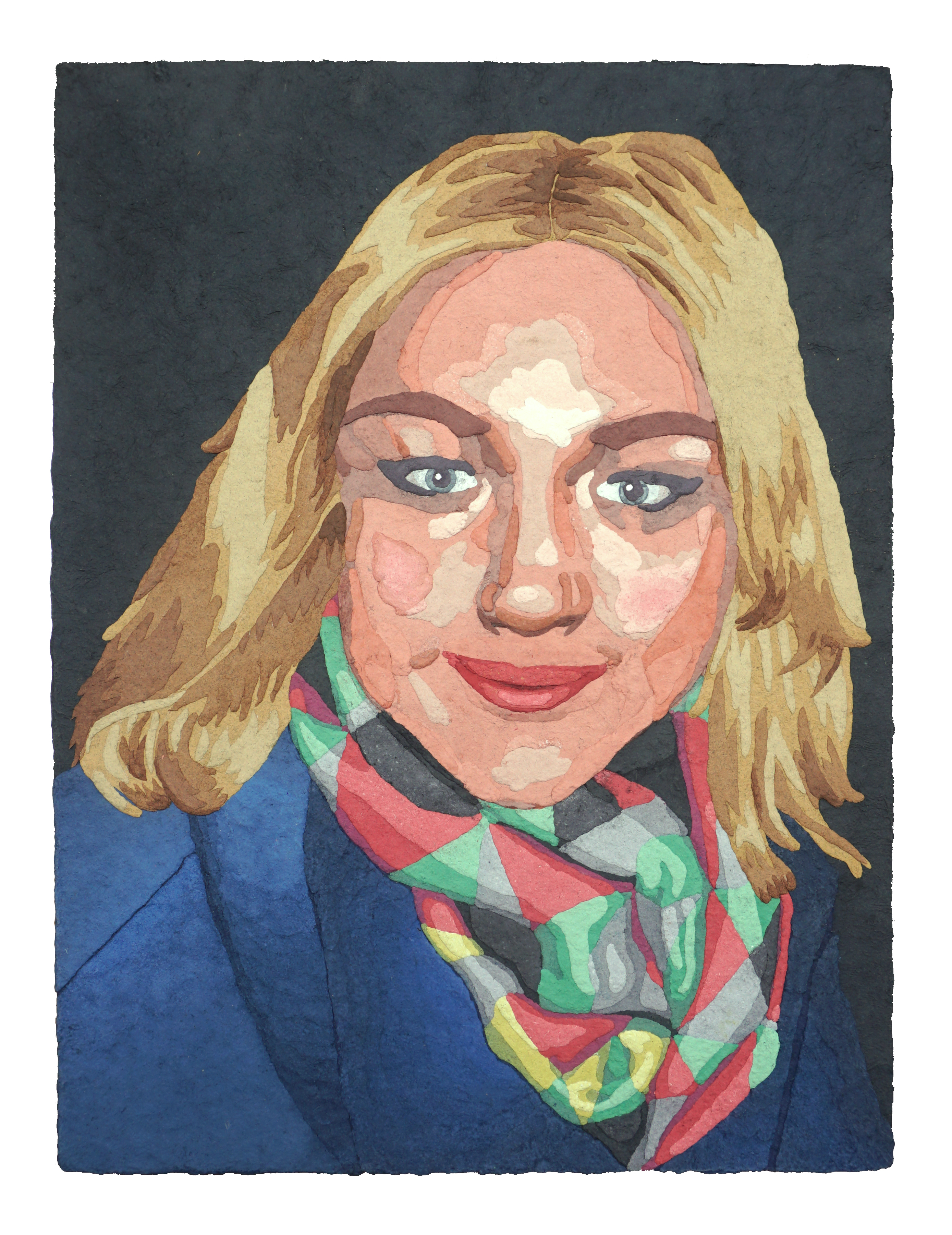
Abby Elliott (* 1987)

- Elliott, Al (* 1979), US-amerikanischer Basketballspieler
- Elliott, Alfred J. (1895–1973), US-amerikanischer Politiker
- Elliott, Alice, US-amerikanische Filmregisseurin, Filmproduzentin und Kamerafrau
- Elliott, Alison (* 1970), US-amerikanische Schauspielerin
- Elliott, Andrew Charles (1828–1889), kanadischer Politiker
- Elliott, Aussie (1914–1934), US-amerikanischer Krimineller
- Elliott, Ben (* 2002), kamerunischer Fußballspieler
- Elliott, Bill (* 1955), US-amerikanischer NASCAR-Rennfahrer und Champion
- Elliott, Bob (1923–2016), US-amerikanischer Komiker, Drehbuchautor, Sprecher, Hörfunkmoderator und Schauspieler
- Elliott, Brennan (* 1975), kanadischer Schauspieler
- Elliott, Brian (* 1985), kanadischer Eishockeytorwart
- Elliott, Brooke (* 1974), US-amerikanische Schauspielerin und Sängerin
- Elliott, Carl (1913–1999), US-amerikanischer Politiker
- Elliott, Charlotte (1789–1871), britische Dichterin und Verfasserin religiöser Hymnen
- Elliott, Chase (* 1995), US-amerikanischer NASCAR-Rennfahrer
- Elliott, Chris (* 1960), US-amerikanischer SchauspielerChris Elliott (* 1960)

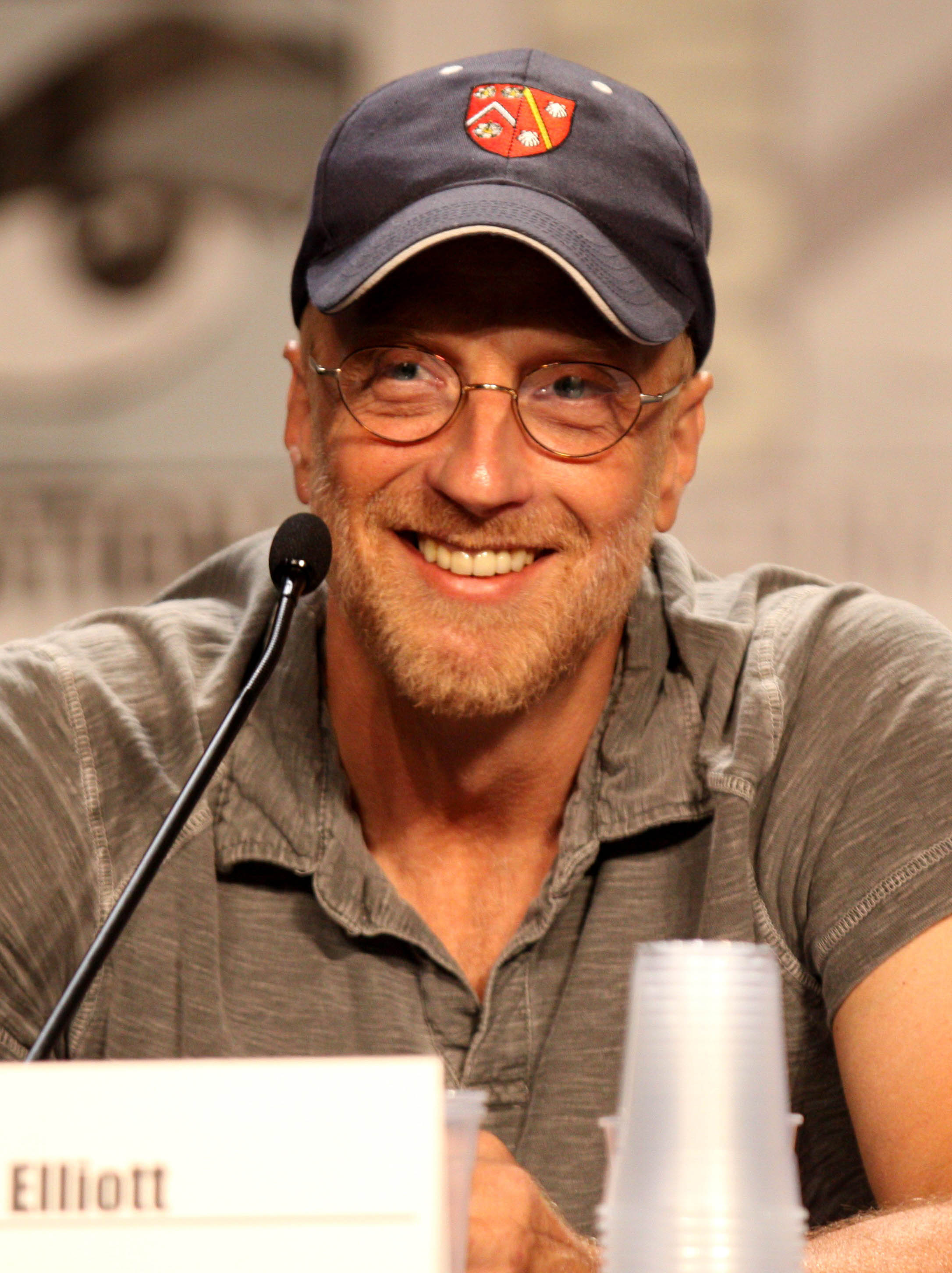
Chris Elliott (* 1960)

- Elliott, Daniel R. III. (* 1962), US-amerikanischer Anwalt, Chairman des Surface Transportation Boards
- Elliott, David James (* 1960), kanadischer Schauspieler
- Elliott, Delbert S. (* 1933), US-amerikanischer Soziologe und Kriminologe
- Elliott, Denholm (1922–1992), britischer Schauspieler
- Elliott, Dick (1886–1961), US-amerikanischer Schauspieler
- Elliott, Don (1926–1984), US-amerikanischer Jazzmusiker
- Elliott, Donald R., Filmtechniker für visuelle Effekte
- Elliott, Doreen (1908–1966), britische Skirennläuferin
- Elliott, Douglas Hemphill (1921–1960), US-amerikanischer Politiker
- Elliott, Ebenezer (1781–1849), englischer Poet
- Elliott, Emun (* 1983), schottischer SchauspielerEmun Elliott (* 1983)

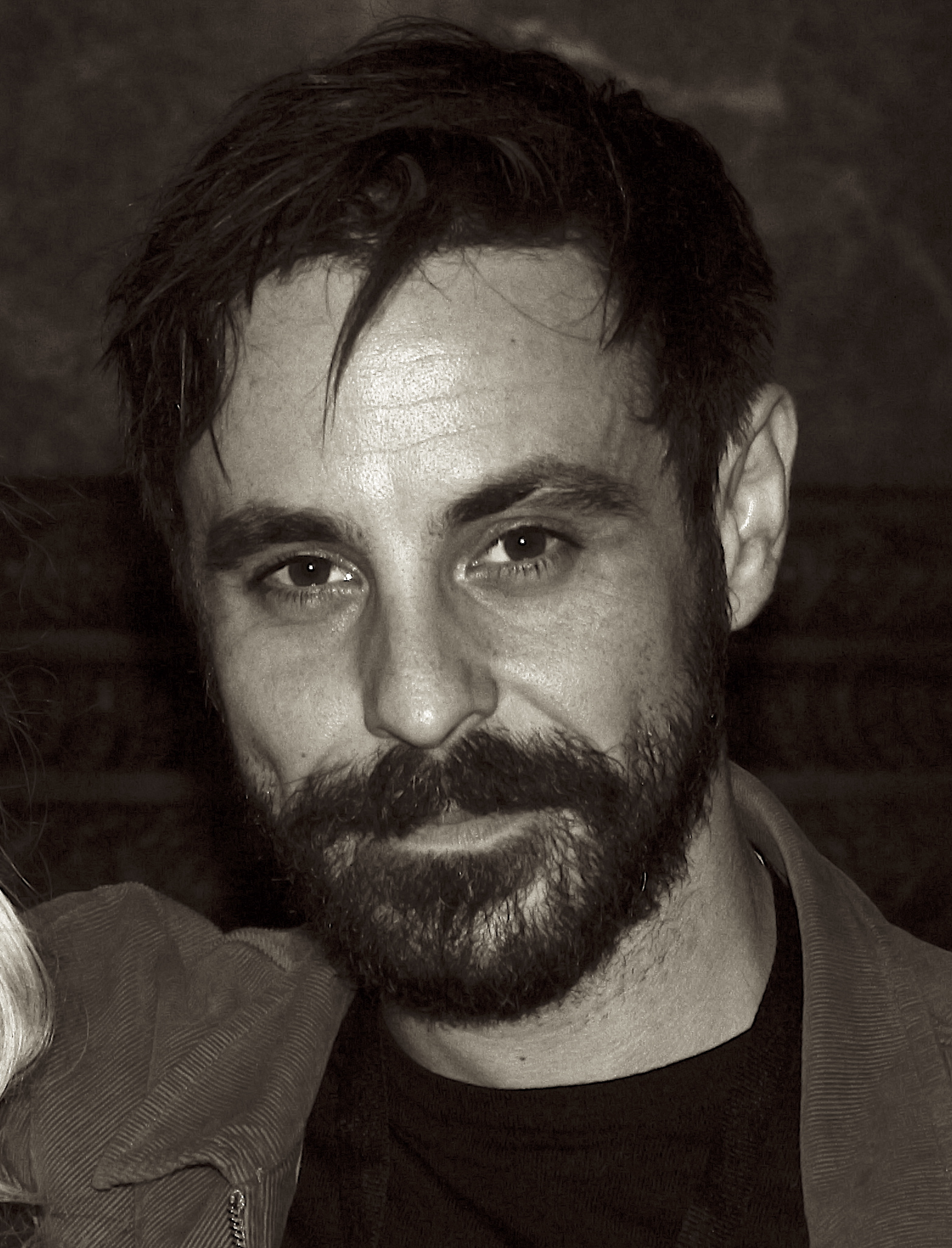
Emun Elliott (* 1983)

- Elliott, Eric (* 1969), US-amerikanisch-polnischer Basketballspieler
- Elliott, Ernest (1898–1977), US-amerikanischer Jazzmusiker (Klarinette, Saxophone)
- Elliott, Ezekiel (* 1995), US-amerikanischer American-Football-Spieler
- Elliott, Fiona (* 1963), englische Badmintonspielerin
- Elliott, Frances Reed (1882–1965), afroamerikanische Krankenschwester und Lehrerin
- Elliott, Geoff (1931–2014), britischer Stabhochspringer und Zehnkämpfer
- Elliott, George (1889–1948), englischer Fußballspieler
- Elliott, George A. (* 1945), kanadischer Mathematiker
- Elliott, George F. (1846–1931), Befehlshaber des amerikanischen Marine Corps
- Elliott, Gertrude (1874–1950), US-amerikanische Theater- und Filmschauspielerin
- Elliott, Grace († 1823), schottische Kurtisane und Mätresse
- Elliott, Grant (* 1979), südafrikanischer Cricketspieler
- Elliott, Harold Edward (1878–1931), australischer Generalmajor und Politiker
- Elliott, Harvey (1922–1996), englischer Fußballspieler
- Elliott, Harvey (* 2003), englischer Fußballspieler
- Elliott, Henry (* 1946), französischer Leichtathlet
- Elliott, Herb (* 1938), australischer Mittelstreckenläufer
- Elliott, Hugh (1913–1989), britischer Ornithologe und Administrator von Tristan da Cunha
- Elliott, Ivan (* 1986), US-amerikanischer Basketballspieler
- Elliott, Jack (1927–2001), US-amerikanischer Komponist, Jazzpianist und Arrangeur
- Elliott, Jack (* 1995), US-amerikanischer Fußballspieler
- Elliott, Jake (* 1995), US-amerikanischer American-Football-Spieler
- Elliott, James F. (1915–1981), US-amerikanischer Leichtathletiktrainer
- Elliott, James Philip (1929–2008), britischer Physiker
- Elliott, James T. (1823–1875), US-amerikanischer Politiker
- Elliott, Jane (* 1933), amerikanische Lehrerin und Antirassismus-Aktivistin
- Elliott, Jason (* 1975), kanadischer Eishockeyspieler
- Elliott, Jayrone (* 1991), US-amerikanischer American-Football-Spieler
- Elliott, Jodie, australische Serienmörderin
- Elliott, Joe (* 1959), britischer MusikerJoe Elliott (* 1959)

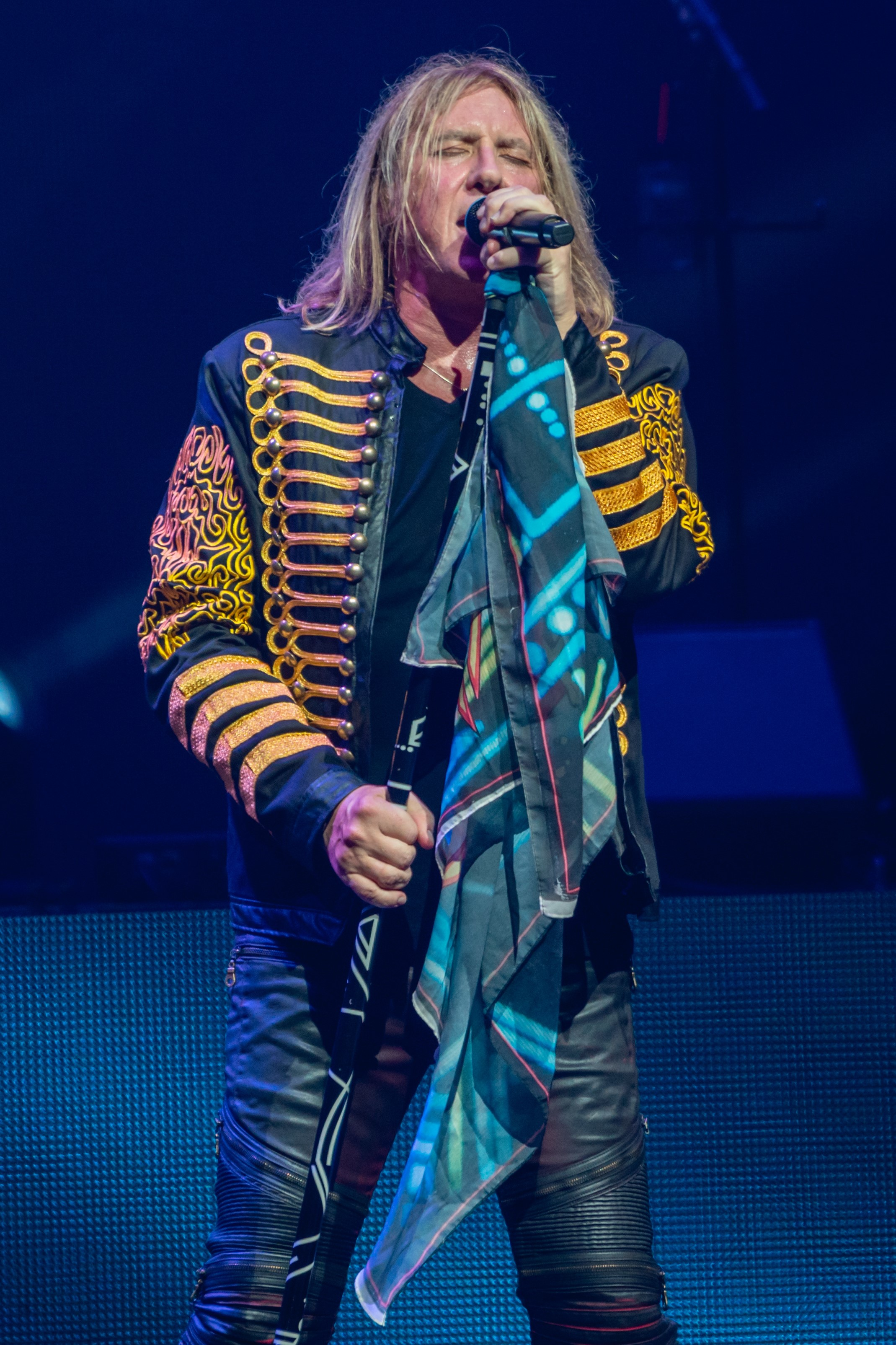
Joe Elliott (* 1959)

- Elliott, John (1773–1827), US-amerikanischer Politiker
- Elliott, John (1901–1945), englisch-australischer Boxer und Journalist
- Elliott, John C. (1919–2001), US-amerikanischer Politiker
- Elliott, John Campbell (1872–1941), kanadischer Politiker, Unterhausmitglied, Senator, Bundesminister
- Elliott, John Huxtable (1930–2022), britischer Historiker und Hispanist
- Elliott, John M. Jr., Maskenbildner
- Elliott, John Milton (1820–1879), US-amerikanischer Jurist und Politiker
- Elliott, Jon, US-amerikanischer progressiver Radiomoderator
- Elliott, Jonathan (* 1962), US-amerikanischer Komponist
- Elliott, Kate (* 1958), US-amerikanische Science-Fiction- und Fantasy-Autorin
- Elliott, Kate (* 1981), neuseeländische Schauspielerin und Regisseurin
- Elliott, Kirk, kanadischer Multiinstrumentalist und Komponist
- Elliott, Mabel Agnes (1898–1990), US-amerikanische Soziologin und Hochschullehrerin
- Elliott, Malcolm (* 1961), britischer Radrennfahrer und Sportlicher Leiter
- Elliott, Marc (* 1979), britischer Schauspieler
- Elliott, Mary (1917–2000), amerikanische Schauspielerin
- Elliott, Matt (* 1968), schottischer Fußballspieler und -trainer
- Elliott, Maxine (1868–1940), US-amerikanische Bühnenschauspielerin und Gründerin des gleichnamigen Broadwaytheaters
- Elliott, Michael (1924–2007), britischer Chemiker
- Elliott, Mike (1942–2024), US-amerikanischer Skilangläufer
- Elliott, Missy (* 1971), US-amerikanische Rapperin, Sängerin und ProduzentinMissy Elliott (* 1971)

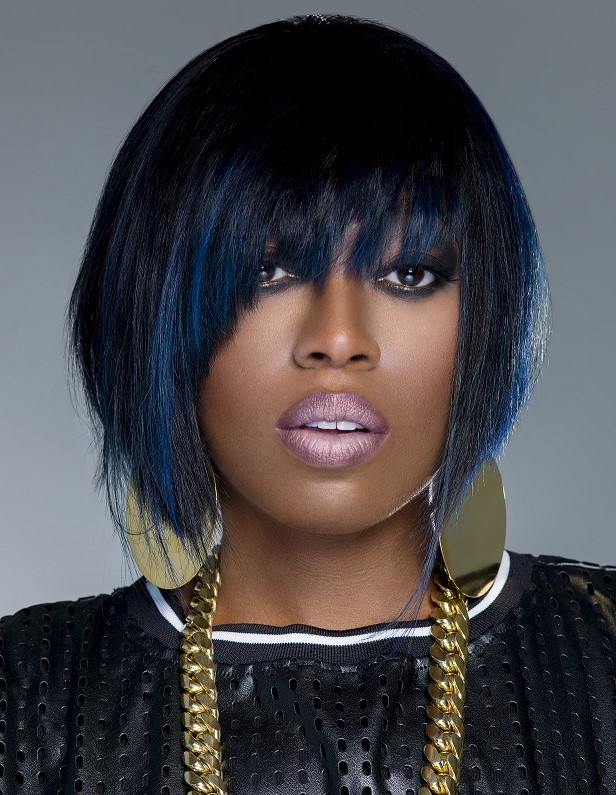
Missy Elliott (* 1971)

- Elliott, Moppa (* 1978), amerikanischer Jazzmusiker
- Elliott, Mortimer Fitzland (1839–1920), US-amerikanischer Politiker
- Elliott, Orvil (1885–1954), kanadischer Kunstturner
- Elliott, Patricia (1930–2012), kanadische Pianistin und Musikpädagogin
- Elliott, Paul (1943–1988), irischer Radrennfahrer
- Elliott, Paul (* 1947), britischer Kameramann
- Elliott, Paul (* 1964), englischer Fußballspieler
- Elliott, Peter, neuseeländischer Schauspieler
- Elliott, Peter (* 1962), britischer Mittelstreckenläufer
- Elliott, Peter D. T. A. (* 1941), britischer Mathematiker
- Elliott, Peter John (1943–2025), australischer römisch-katholischer Geistlicher und Weihbischof in Melbourne
- Elliott, Ralph (1921–2012), australischer Anglist
- Elliott, Ralph Nelson (1871–1948), US-amerikanischer Ökonom
- Elliott, Ramblin’ Jack (* 1931), US-amerikanischer Folksänger
- Elliott, Richard C. (1945–2008), US-amerikanischer Künstler
- Elliott, Richard N. (1873–1948), US-amerikanischer Politiker
- Elliott, Robbie (* 1973), englischer Fußballspieler
- Elliott, Robert B. (1842–1884), englisch-amerikanischer Politiker
- Elliott, Robert Bruce (* 1949), US-amerikanischer Schauspieler, Synchronsprecher, ADR Director und Skriptschreiber
- Elliott, Roger (1928–2018), britischer Physiker
- Elliott, Rosie (* 1997), neuseeländische Sprinterin
- Elliott, Ross (1917–1999), US-amerikanischer Schauspieler
- Elliott, Sam (* 1944), US-amerikanischer SchauspielerSam Elliott (* 1944)

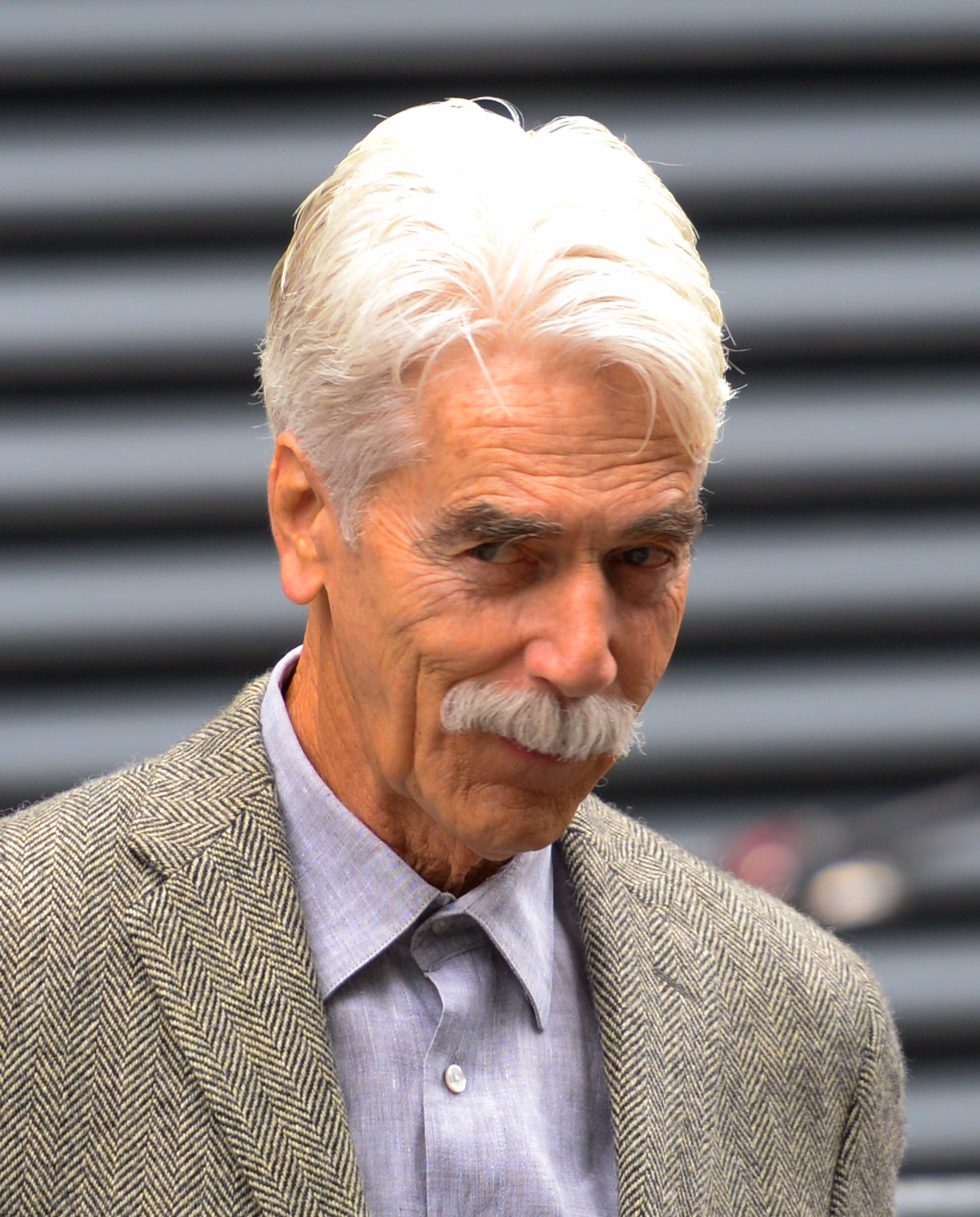
Sam Elliott (* 1944)

- Elliott, Seamus (1934–1971), irischer Radrennfahrer
- Elliott, Sean (* 1968), US-amerikanischer Basketballspieler
- Elliott, Shawn (1937–2016), puerto-ricanischer Schauspieler und Sänger
- Elliott, Simon (* 1974), neuseeländischer Fußballspieler
- Elliott, Stefan (* 1991), kanadischer Eishockeyspieler
- Elliott, Stephan (* 1964), australischer FilmregisseurStephan Elliott (* 1964)

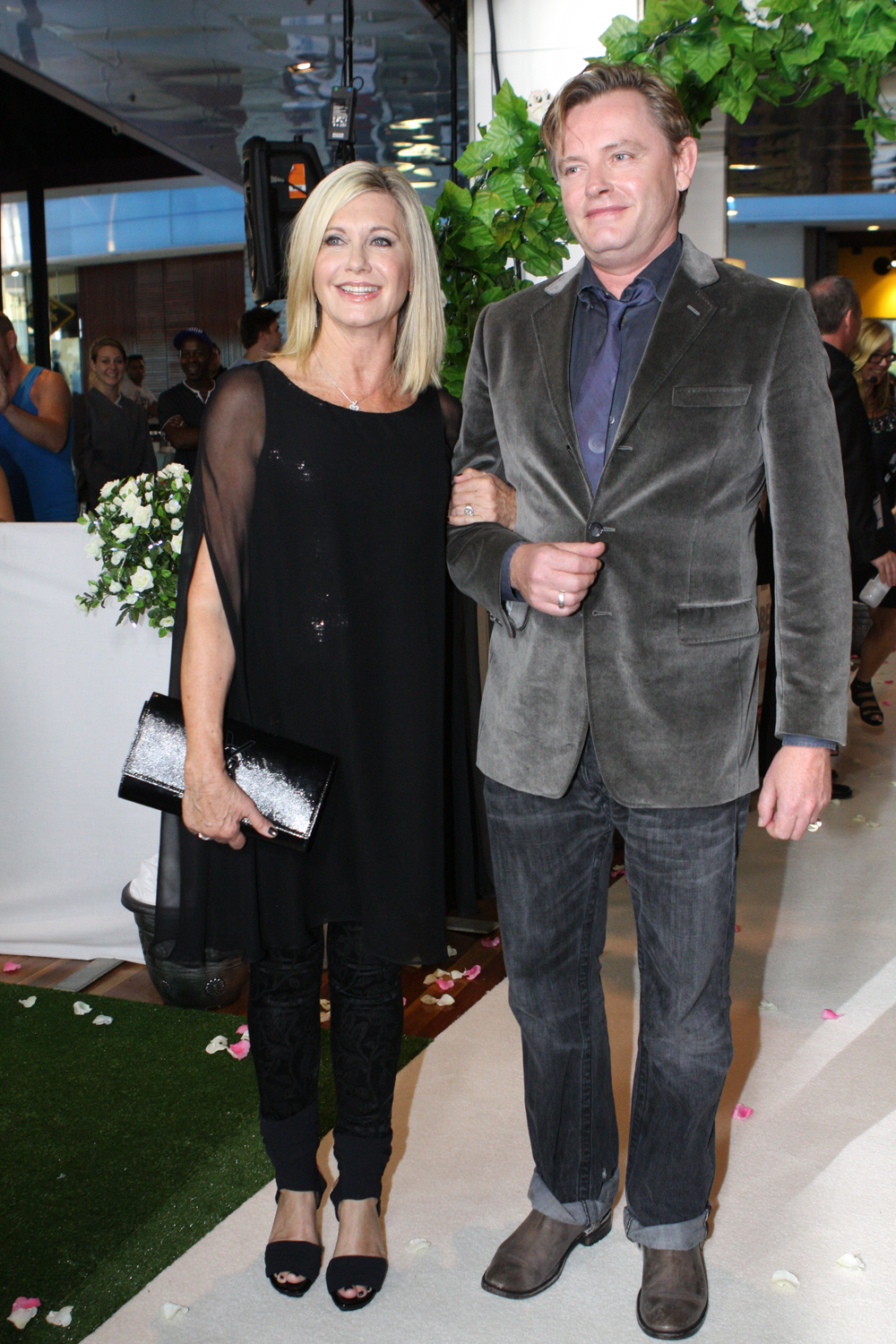
Stephan Elliott (* 1964)

- Elliott, Stephen (1771–1830), US-amerikanischer Politiker, Banker, Lehrer und Botaniker
- Elliott, Stephen (1918–2005), US-amerikanischer Schauspieler
- Elliott, Stephen (* 1984), irischer Fußballspieler
- Elliott, Stephen, Jr. († 1866), General der Konföderierten Staaten von Amerika im Amerikanischen Bürgerkrieg
- Elliott, Sumner Locke (1917–1991), australisch-US-amerikanischer Schriftsteller und Dramatiker
- Elliott, Tad (* 1988), US-amerikanischer Skilangläufer
- Elliott, Ted (* 1961), US-amerikanischer Drehbuchautor
- Elliott, Thomas Renton (1877–1961), britischer Arzt und Physiologe
- Elliott, Walter (1903–1984), US-amerikanischer Tontechniker
- Elliott, Wild Bill (1904–1965), US-amerikanischer Schauspieler
- Elliott, William (1838–1907), US-amerikanischer Politiker
- Elliott, William A. (* 1953), US-amerikanischer Filmarchitekt
- Elliott, William, Baron Elliott of Morpeth (1920–2011), britischer Politiker (Conservative Party)
- Elliott-Goldschmid, Ann, kanadische Geigerin

#### Ellip
- Elliphant (* 1985), schwedische Electro- und Dancehall-Sängerin

#### Ellis
- Ellis Júnior, Alfredo (1896–1974), brasilianischer Historiker, Soziologe und Essayist
- Ellis, Aaron (* 1995), US-amerikanischer Footballspieler
- Ellis, Abraham George (1846–1916), niederländischer Politiker und Vizeadmiral
- Ellis, Affie, US-amerikanische Politikerin
- Ellis, Albert (1913–2007), US-amerikanischer Psychologe und kognitiver Verhaltenstherapeut
- Ellis, Alexander John (1814–1890), englischer Philologe
- Ellis, Alfred (1854–1930), französischer Fotograf
- Ellis, Alfred Burdon (1852–1894), britischer Offizier und Autor
- Ellis, Alton (1938–2008), jamaikanischer Rocksteady-Sänger und -Musiker
- Ellis, Andrew (* 1984), neuseeländischer Rugby-Union-Spieler
- Ellis, Andy (* 1987), englischer Badmintonspieler
- Ellis, Anita (1920–2015), kanadische Sängerin
- Ellis, Arthur Edward (1914–1999), englischer Fußballschiedsrichter
- Ellis, Arthur William Mickle (1883–1966), britisch-kanadischer Mediziner
- Ellis, Blake (* 1999), australischer Tennisspieler
- Ellis, Brenna (* 1988), US-amerikanische Skispringerin
- Ellis, Bret Easton (* 1964), US-amerikanischer SchriftstellerBret Easton Ellis (* 1964)

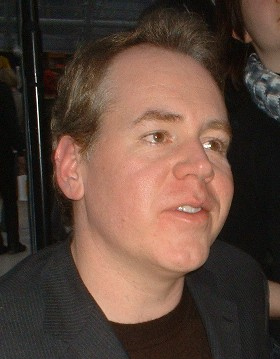
Bret Easton Ellis (* 1964)

- Ellis, Burkheart (* 1992), barbadischer Sprinter
- Ellis, Burton F. (1903–2000), US-amerikanischer Jurist
- Ellis, Caleb (1767–1816), US-amerikanischer Politiker
- Ellis, Carson (* 1975), US-amerikanische Illustratorin und Schriftstellerin
- Ellis, Charles Mayo (1818–1878), US-amerikanischer Anwalt und Philosoph
- Ellis, Chesselden (1808–1854), US-amerikanischer Jurist und Politiker
- Ellis, Chris (1928–2019), britischer Jazzmusiker und Musikproduzent
- Ellis, Chris (* 1956), US-amerikanischer Filmschauspieler
- Ellis, Cindy (1926–2023), deutsch-britische Sängerin
- Ellis, Clifford H. (1930–2022), US-amerikanischer Erfinder und Filmpionier
- Ellis, Clyde T. (1908–1980), US-amerikanischer Politiker
- Ellis, Colin, 6. Baron Seaford (* 1946), britischer Peer und Politiker
- Ellis, Cyril (1904–1973), britischer Mittelstreckenläufer
- Ellis, Dale (* 1960), US-amerikanischer Basketballspieler
- Ellis, Dan (* 1980), kanadischer Eishockeytorwart und -scout
- Ellis, Daniel (* 1988), australischer Bahnradsportler
- Ellis, Dave (* 1937), kanadischer Langstreckenläufer
- Ellis, David H. (* 1945), US-amerikanischer Biologe, Ökologe und Naturschützer
- Ellis, David R. (1952–2013), US-amerikanischer Regisseur und Stuntman
- Ellis, Deborah (* 1960), kanadische Autorin
- Ellis, Desiree (* 1963), südafrikanische Fußballspielerin und -trainerin
- Ellis, Dessie (* 1953), irischer Politiker (Sinn Féin)
- Ellis, Don (1934–1978), US-amerikanischer Jazz-Trompeter, Schlagzeuger, Komponist und BandleaderDon Ellis (1934–1978)

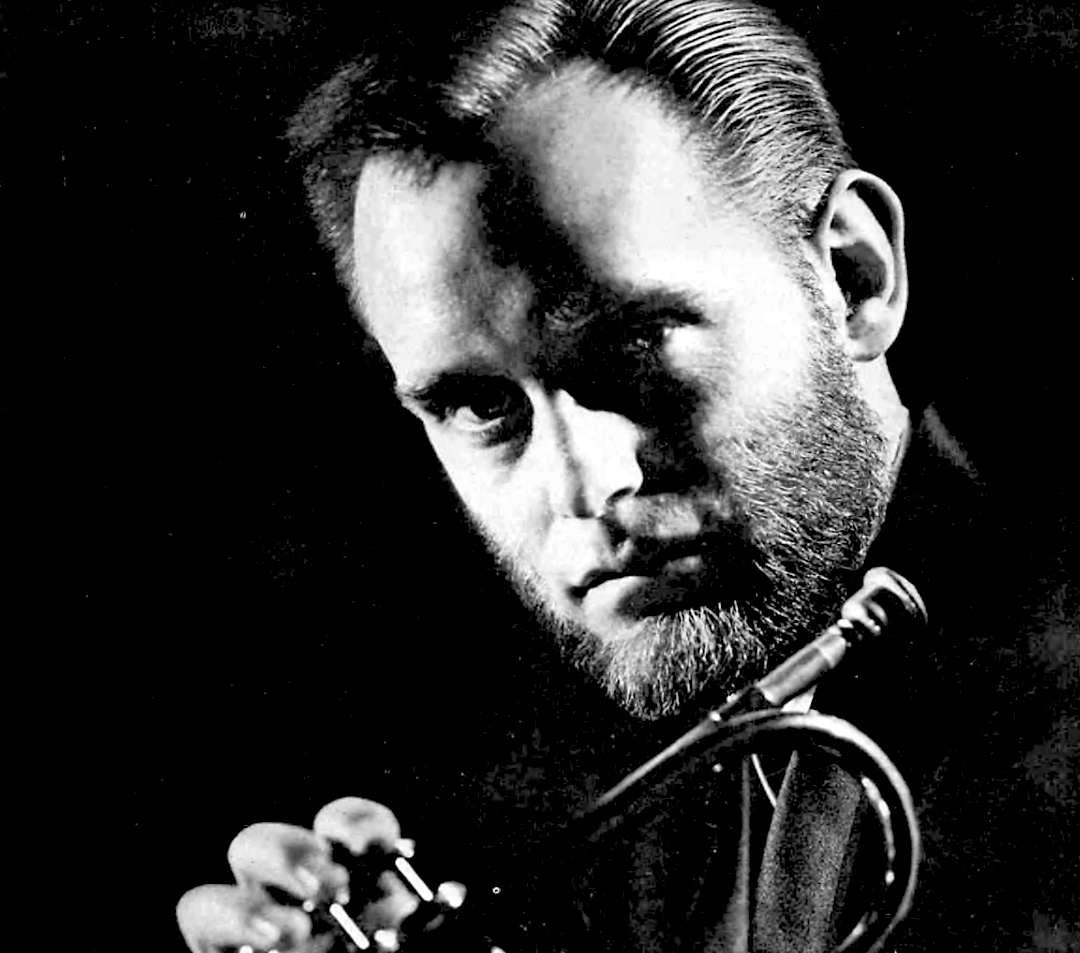
Don Ellis (1934–1978)

- Ellis, Doug (1924–2018), britischer Geschäftsmann und Fußballfunktionär
- Ellis, E. John (1840–1889), US-amerikanischer Politiker
- Ellis, Ed (* 1954), amerikanischer Eisenbahnmanager

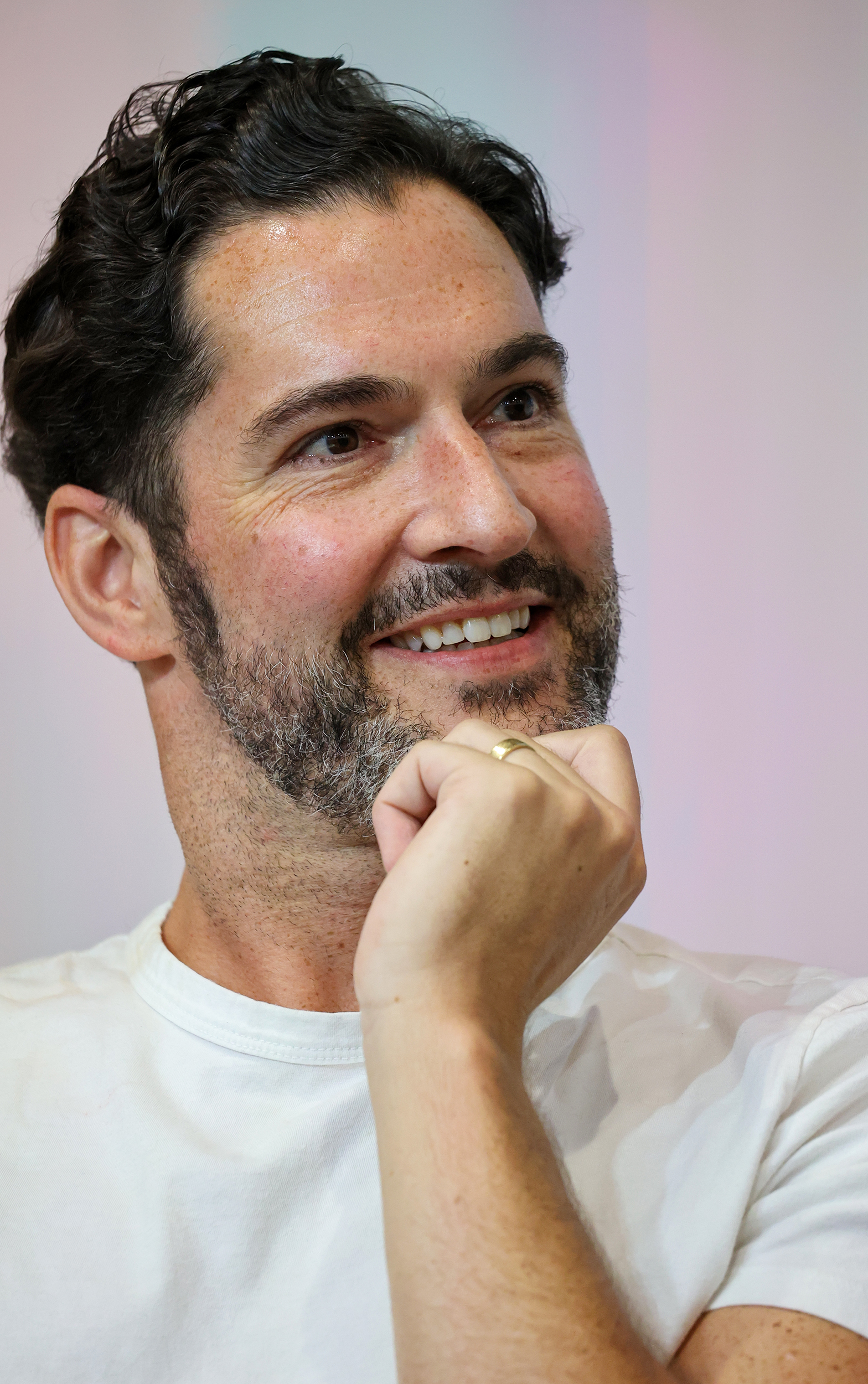
Tom Ellis (* 1978)

- Ellis, Edgar C. (1854–1947), US-amerikanischer Politiker
- Ellis, Edward (1870–1952), US-amerikanischer Schauspieler
- Ellis, Edward R., US-amerikanischer Offizier, Generalmajor der US Air Force
- Ellis, Ellen Elizabeth (1829–1895), neuseeländische Feministin und Schriftstellerin
- Ellis, Erle C. (* 1963), US-amerikanischer Umweltwissenschaftler
- Ellis, François (* 1959), südafrikanischer Snooker- und English-Billiards-Spieler
- Ellis, Frazer (* 1996), neuseeländischer Eishockeyspieler
- Ellis, Fremont (1897–1985), US-amerikanischer Maler und Mitglied der Künstlergruppe Los Cinco Pintores
- Ellis, George (* 1932), britisch Sprinter
- Ellis, George F. R. (* 1939), südafrikanischer Mathematiker
- Ellis, George Forbes (1903–1972), US-amerikanischer Viehzüchter
- Ellis, Greg (* 1968), britischer Schauspieler
- Ellis, Harry (* 1982), englischer Rugby-Union-Spieler
- Ellis, Havelock (1859–1939), britischer Sexualforscher, Sozialreformer und Fabianer
- Ellis, Henry (1721–1806), britischer Forscher, Autor und Politiker, Gouverneur der Province of Georgia
- Ellis, Henry (1777–1855), britischer Botschafter
- Ellis, Herb (1921–2018), US-amerikanischer Schauspieler
- Ellis, Herb (1921–2010), US-amerikanischer Jazzgitarrist
- Ellis, Hubert Summers (1887–1959), US-amerikanischer Politiker
- Ellis, James H. (1924–1997), britischer Kryptologe
- Ellis, James O (* 1947), US-amerikanischer Offizier, Admiral der US-Navy
- Ellis, Jasmine, kanadische Schauspielerin, Filmemacherin, Tänzerin und Choreografin
- Ellis, Jay (* 1981), US-amerikanischer SchauspielerJay Ellis (* 1981)

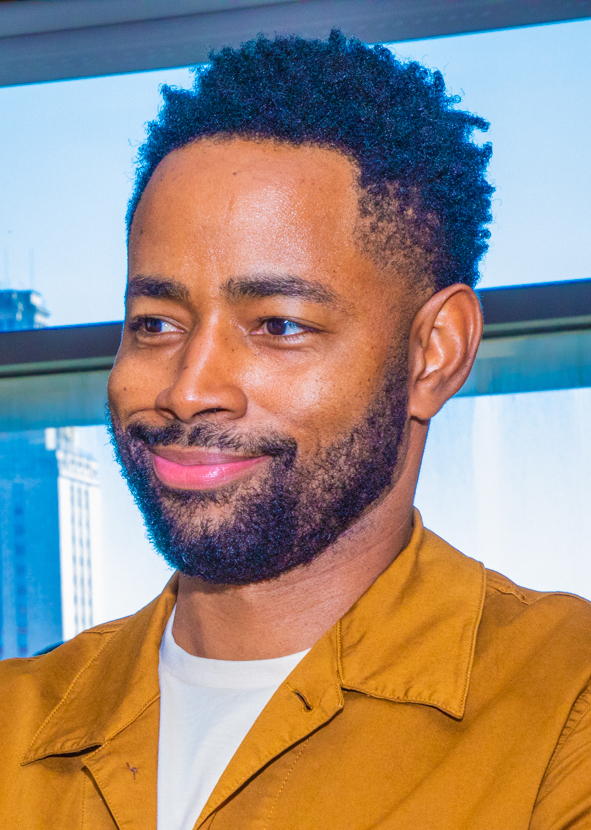
Jay Ellis (* 1981)

- Ellis, Jill (* 1966), britisch-amerikanische Fußballtrainerin
- Ellis, Jimmy (1930–2021), US-amerikanischer Jazzmusiker (Altsaxophon, auch Sopransaxophon)
- Ellis, Jimmy (1940–2014), US-amerikanischer Boxer
- Ellis, Jimmy (1945–1998), US-amerikanischer Sänger
- Ellis, Job Bicknell (1829–1905), US-amerikanischer Mykologe
- Ellis, Joey B., US-amerikanischer Rapper, Gitarrist und Keyboarder
- Ellis, John († 1776), irischer Botaniker und Zoologe
- Ellis, John (1874–1932), britischer Henker (1901–1924)John Ellis (1874–1932)

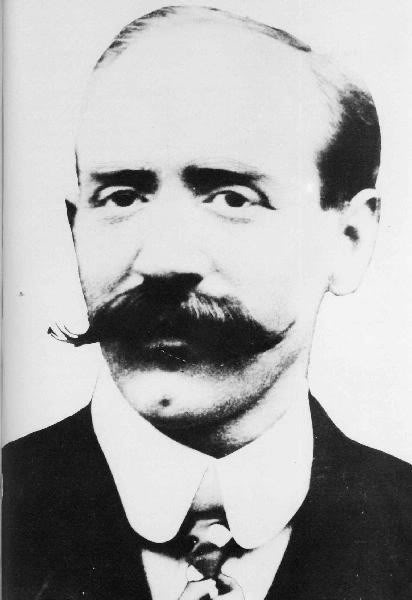
John Ellis (1874–1932)

- Ellis, John (* 1946), britischer theoretischer Physiker
- Ellis, John (* 1952), irischer Politiker (Fianna Fáil)
- Ellis, John (* 1974), US-amerikanischer Jazz-Saxophonist
- Ellis, John Willis (1820–1861), US-amerikanischer Politiker
- Ellis, Joseph J. (* 1943), US-amerikanischer Historiker
- Ellis, Joy, britische Jazzmusikerin (Piano, Gesang)
- Ellis, Katherine (* 1965), britische Sängerin und Songwriterin
- Ellis, Kathleen (* 1946), US-amerikanische Schwimmerin
- Ellis, Kendall (* 1996), US-amerikanische Sprinterin
- Ellis, Kerry (* 1979), englische Musicaldarstellerin
- Ellis, Kevin (1908–1975), australischer Politiker, Mitglied und Sprecher der Legislativversammlung von New South Wales
- Ellis, Kevin (* 1973), US-amerikanischer Skeletonpilot
- Ellis, LaPhonso (* 1970), US-amerikanischer Basketballspieler
- Ellis, Larry R. (* 1946), US-amerikanischer Offizier, General der US-Army
- Ellis, Lauren (* 1989), neuseeländische Bahnradsportlerin
- Ellis, Lester (* 1965), australischer Boxer
- Ellis, Leven H. (1881–1968), US-amerikanischer Politiker
- Ellis, Lilian (1907–1951), dänische Tänzerin und Schauspielerin
- Ellis, Lisle (* 1951), kanadischer Jazzbassist
- Ellis, Lloyd (1920–1994), US-amerikanischer Jazzmusiker und Komponist
- Ellis, Marc (* 1952), US-amerikanischer jüdischer Befreiungstheologe und Friedensaktivist
- Ellis, Marcus (* 1989), englischer Badmintonspieler
- Ellis, Mark (* 1943), deutscher Schlagersänger
- Ellis, Mary (1897–2003), US-amerikanische Bühnenschauspielerin
- Ellis, Mary (1917–2018), britische Pilotin
- Ellis, Mary Beth (* 1977), US-amerikanische Triathletin
- Ellis, Mary Elizabeth (* 1979), US-amerikanische SchauspielerinMary Elizabeth Ellis (* 1979)
- Ellis, Mary H., Tontechnikerin

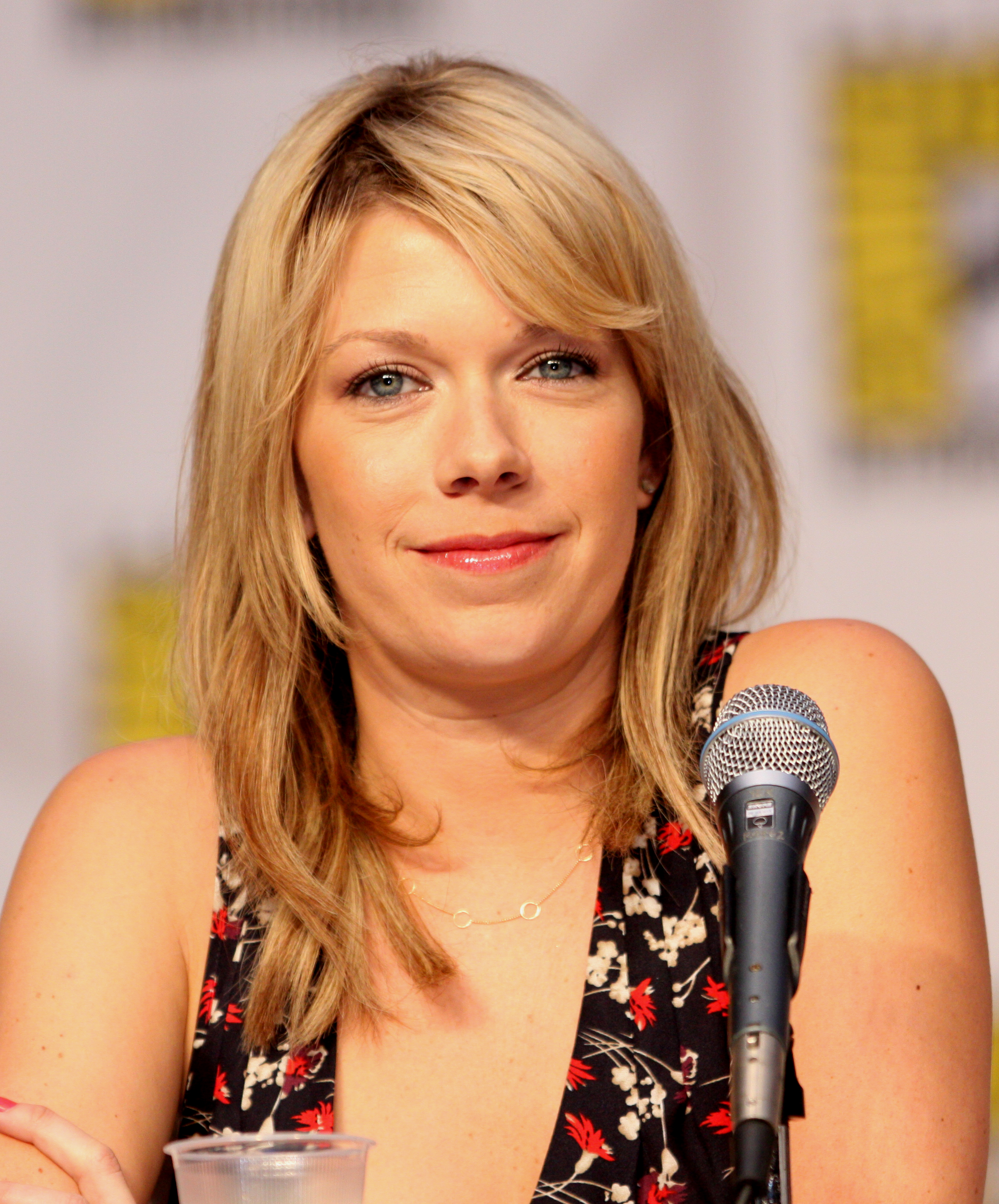
Mary Elizabeth Ellis (* 1979)

- Ellis, Matt (* 1981), kanadischer Eishockeyspieler
- Ellis, Michael (1652–1726), englischer Geistlicher
- Ellis, Michael (* 1967), britischer Politiker (Conservative Party), Mitglied des House of Commons
- Ellis, Mike (* 1936), britischer Hammerwerfer
- Ellis, Mirko (1923–2014), Schweizer Schauspieler
- Ellis, Monica, US-amerikanische Musikerin (Fagott)
- Ellis, Monta (* 1985), US-amerikanischer Basketballspieler
- Ellis, Morris (1929–2017), US-amerikanischer Jazzmusiker (Bassposaune, Ventilposaune) und Bandleader
- Ellis, Nathan (* 1994), australischer Cricketspieler
- Ellis, Nelsan (1977–2017), US-amerikanischer Schauspieler
- Ellis, Nigel (* 1997), jamaikanischer Sprinter
- Ellis, Óscar (1909–1987), chilenischer Fußballspieler
- Ellis, Osian (1928–2021), walisischer klassischer Harfenist, Komponist und Hochschullehrer
- Ellis, Patricia (1918–1970), US-amerikanische Schauspielerin und Sängerin
- Ellis, Pee Wee (1941–2021), US-amerikanischer Saxophonist bei James Brown und Mitglied der Spin-Off-Gruppe The J.B.’s, Komponist und Arrangeur
- Ellis, Perry (1940–1986), US-amerikanischer Modedesigner
- Ellis, Peter (1948–2006), britischer Regisseur
- Ellis, Peter Hugh McGregor (1958–2019), neuseeländischer KinderpflegerPeter Hugh McGregor Ellis (1958–2019)

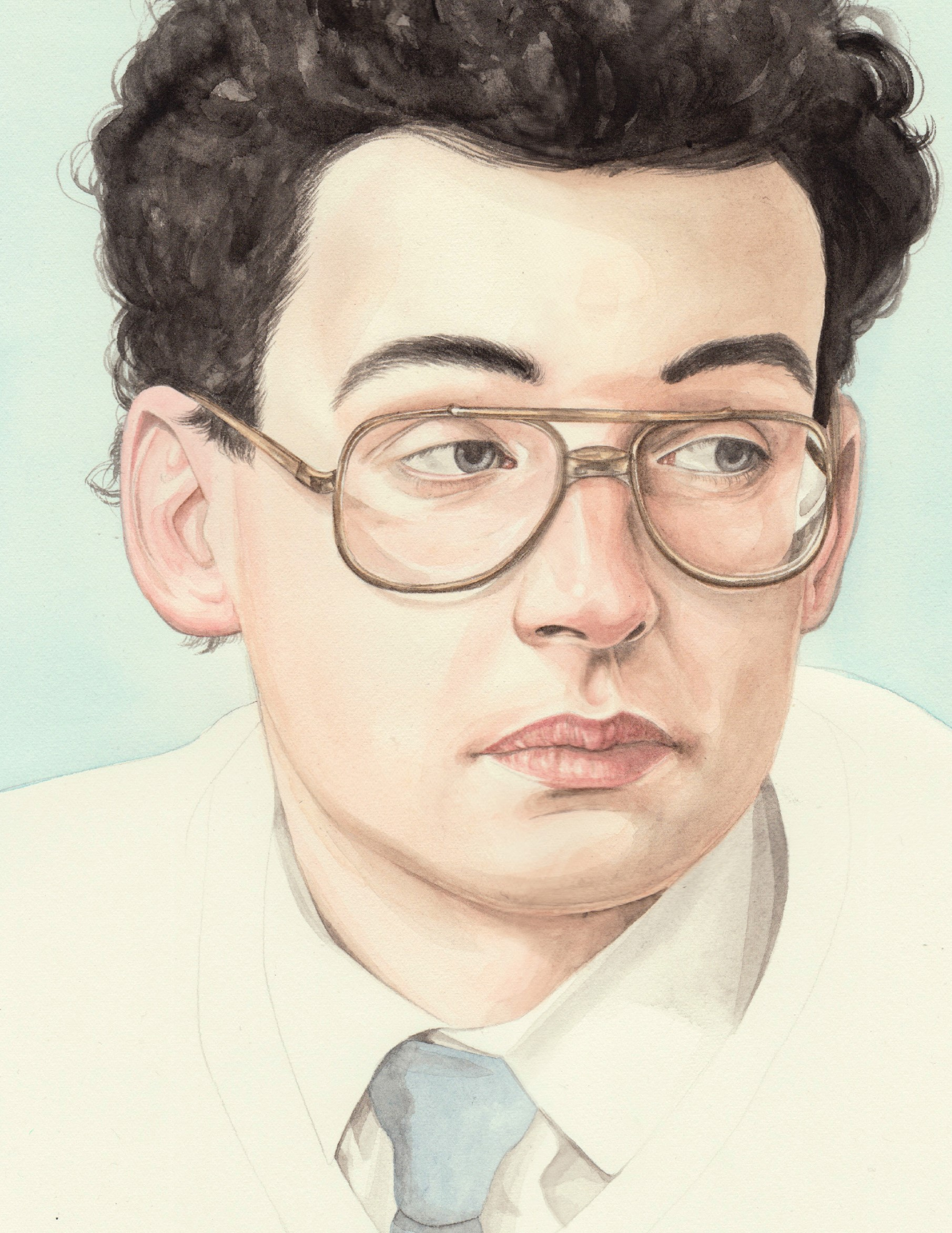
Peter Hugh McGregor Ellis (1958–2019)

- Ellis, Philip (* 1992), britischer Automobilrennfahrer
- Ellis, Powhatan (1790–1863), US-amerikanischer Politiker
- Ellis, Quinn (* 2003), britischer Basketballspieler
- Ellis, R. John (* 1935), britischer Biologe
- Ellis, Rashida (* 1995), US-amerikanische Boxerin
- Ellis, Richard (1781–1846), US-amerikanischer Politiker
- Ellis, Richard (1902–1966), britischer Pädiater
- Ellis, Richard (1938–2024), US-amerikanischer Meeresbiologe und Autor
- Ellis, Richard (* 1950), britischer Astronom
- Ellis, Richard H. (1919–1989), US-amerikanischer Pilot, General, Vize-Stabschef der US-Luftwaffe
- Ellis, Richard Keith (* 1949), britischer theoretischer Elementarteilchenphysiker
- Ellis, Richard S. (1947–2018), US-amerikanischer Mathematiker
- Ellis, Robin (* 1942), britischer Schauspieler und KochbuchautorRobin Ellis (* 1942)

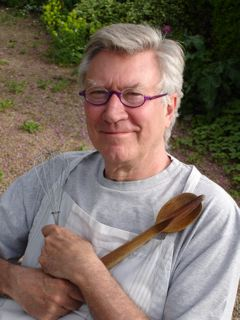
Robin Ellis (* 1942)

- Ellis, Robinson (1834–1913), britischer Klassischer Philologe
- Ellis, Romallis (* 1965), US-amerikanischer Boxer
- Ellis, Ron, US-amerikanischer Filmregisseur, Drehbuchautor und Filmproduzent
- Ellis, Ron (1945–2024), kanadischer Eishockeyspieler
- Ellis, Ron (* 1967), US-amerikanisch-belgischer Basketballspieler
- Ellis, Ruth (1926–1955), britische Mörderin
- Ellis, Ryan (* 1991), kanadischer Eishockeyspieler
- Ellis, Sam (* 1982), britischer Mittelstreckenläufer
- Ellis, Sean (* 1970), britischer Filmregisseur, Filmproduzent, Autor und Modefotograf
- Ellis, Sedrick (* 1985), US-amerikanischer Footballspieler
- Ellis, Shirley (1929–2005), US-amerikanische Sängerin und Songschreiberin
- Ellis, Sophia (1927–2022), US-amerikanische Lehrerin
- Ellis, Stephen, britischer Filmeditor und -produzent
- Ellis, Stephen (1953–2015), britischer Historiker und Afrikanist
- Ellis, Steven G. (* 1950), britischer Historiker und Hochschullehrer
- Ellis, Tom (* 1978), britischer SchauspielerTom Ellis (* 1978)
- Ellis, Tommy (* 1947), US-amerikanischer NASCAR-Rennfahrer
- Ellis, Trinity (* 2002), kanadische Rennrodlerin
- Ellis, Tyrone (* 1977), US-amerikanisch-georgischer Basketballspieler
- Ellis, Wade H. (1866–1948), US-amerikanischer Jurist und Politiker (Republikanische Partei)
- Ellis, Warren (* 1968), englischer Comicautor
- Ellis, Wilbert (1914–1977), US-amerikanischer Blues-Sänger und -Pianist
- Ellis, Wilhelm Michel (1926–2003), niederländischer römisch-katholischer Geistlicher, Bischof von Willemstad
- Ellis, William (1794–1872), englischer Missionar, Autor und Forschungsreisender
- Ellis, William Cox (1787–1871), US-amerikanischer Politiker
- Ellis, William R. (1850–1915), US-amerikanischer Politiker (Republikanische Partei)
- Ellis, William Thomas (1845–1925), US-amerikanischer Politiker
- Ellis-Bextor, Sophie (* 1979), britische Singer-Songwriterin
- Ellis-Monaghan, Jo, amerikanische Mathematikerin
- Ellis-Taylor, Aunjanue (* 1969), US-amerikanische Schauspielerin
- Ellison von Nidlef, Otto (1868–1947), Generalmajor der Österreichisch-Ungarischen Armee
- Ellison, Adrian (* 1958), britischer Ruderer
- Ellison, Andrew (* 1812), US-amerikanischer Politiker
- Ellison, Brady (* 1988), US-amerikanischer Bogenschütze
- Ellison, Brooke (1978–2024), US-amerikanische Akademikerin
- Ellison, Caroline (* 1994), US-amerikanische Managerin
- Ellison, Daniel (1886–1960), US-amerikanischer Politiker
- Ellison, David (* 1983), US-amerikanischer Filmproduzent
- Ellison, Edwin Homer (1918–1970), US-amerikanischer Forscher und Chirurg
- Ellison, George Edwin (1878–1918), letzter britischer Soldat, der im Ersten Weltkrieg starb
- Ellison, Gerald (1910–1992), britischer Geistlicher, anglikanischer Bischof
- Ellison, Harlan (1934–2018), US-amerikanischer Schriftsteller, Drehbuchautor und KritikerHarlan Ellison (1934–2018)

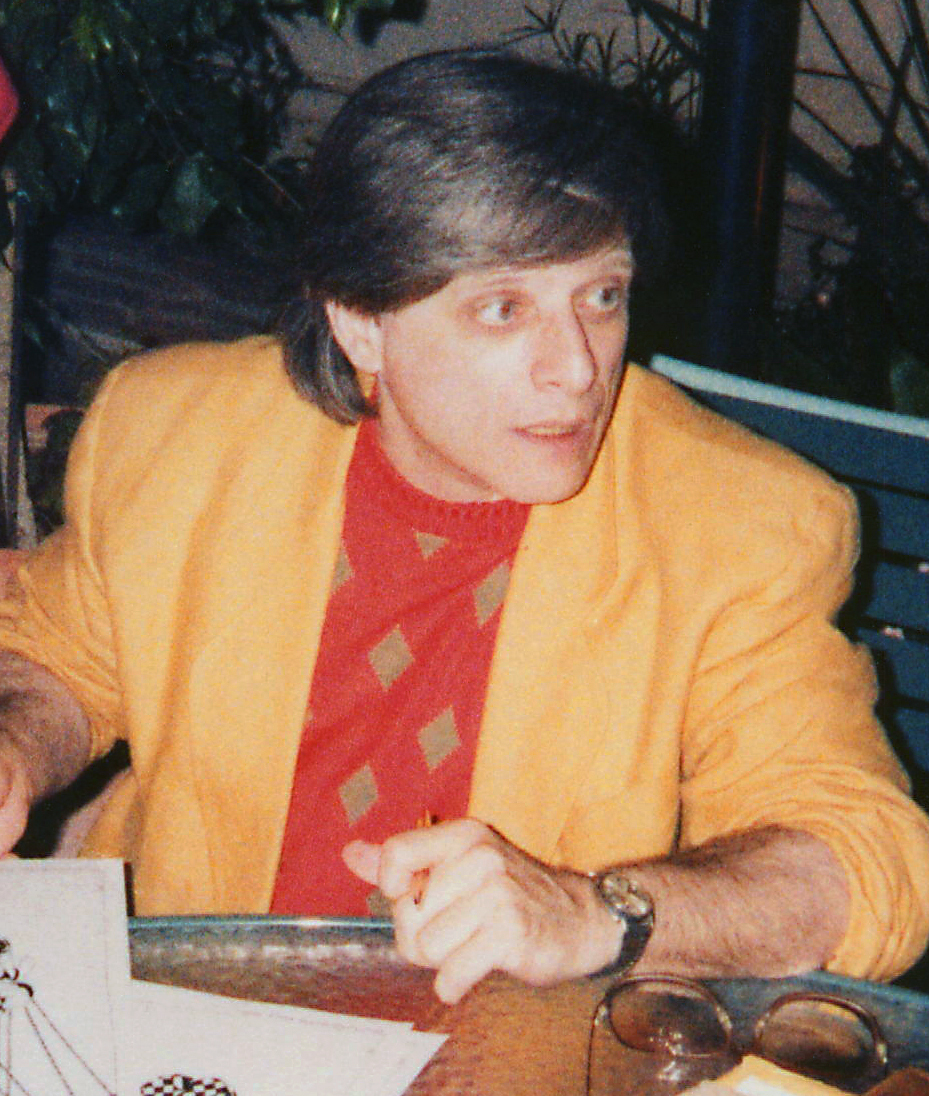
Harlan Ellison (1934–2018)

- Ellison, James (1910–1993), US-amerikanischer Schauspieler
- Ellison, Jennifer (* 1983), britische Schauspielerin, Tänzerin, Sängerin, Glamour-Model
- Ellison, Keith (* 1963), US-amerikanischer Politiker
- Ellison, Kendral (* 1987), US-amerikanischer American-Football-Trainer und -Spieler
- Ellison, Larry (* 1944), amerikanischer Unternehmer, Gründer des Softwarekonzerns OracleLarry Ellison (* 1944)

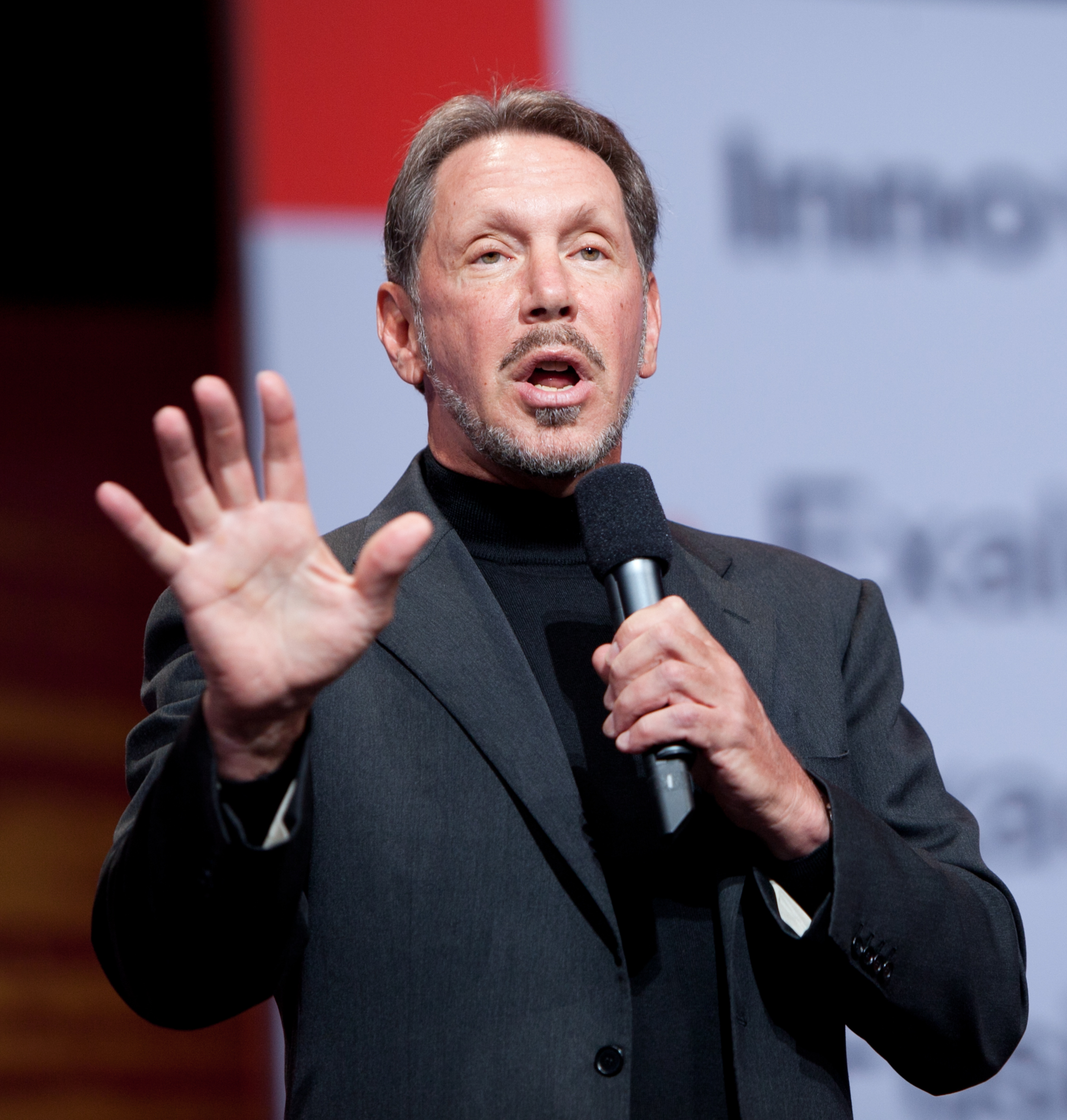
Larry Ellison (* 1944)

- Ellison, Lillian (1923–2007), US-amerikanische Wrestlerin
- Ellison, Lorraine (1931–1983), US-amerikanische Soulsängerin
- Ellison, Matt (* 1983), kanadischer Eishockeyspieler
- Ellison, Megan (* 1986), US-amerikanische Filmproduzentin
- Ellison, Mervyn A. (1909–1963), irischer Astronom
- Ellison, Pervis (* 1967), US-amerikanischer Basketballspieler
- Ellison, Ralph (1914–1994), US-amerikanischer Schriftsteller
- Ellison, Riki (* 1960), neuseeländischer American-Football-Spieler
- Ellison, Robert Patrick (1942–2024), irischer römisch-katholischer Geistlicher, Bischof von Banjul
- Ellison, Thomas (1772–1792), britischer Seemann
- Ellison, William John (1943–2022), britischer Mathematiker
- Ellison-Kramer, Elisabeth (* 1964), österreichische Diplomatin, Botschafterin in Ungarn
- Ellison-Macartney, William (1852–1924), britischer Politiker, Gouverneur von Tasmanien und Western Australia
- Elliss, Kaden (* 1995), US-amerikanischer American-Football-Spieler
- Ellissen Ignatz Eduard (1811–1883), deutscher Jurist, Frankfurter Politiker
- Ellissen, Adolf (1815–1872), deutscher Literaturhistoriker, Philologe und Politiker
- Ellissen, Gerhard (1778–1838), deutscher Mediziner
- Ellissen, Moritz (1806–1876), deutscher Kaufmann, Frankfurter Politiker
- Ellissen, Philipp (1802–1882), deutscher Kaufmann, Frankfurter Politiker
- Elliston, Robert William (1774–1831), britischer Schauspieler und Theatermanager

### Ellm
- Ellman, Jonathan A. (* 1962), amerikanischer Biochemiker und Pharmakologe
- Ellman, Liberty (* 1971), amerikanischer Jazzgitarrist
- Ellman, Louise (* 1945), britische Politikerin
- Ellmann, Lucy (* 1956), britische Schriftstellerin
- Ellmann, Marvin (* 1987), deutscher Fußballspieler
- Ellmann, Max (1868–1920), österreichischer Politiker (SDAP), Landtagsabgeordneter
- Ellmann, Richard (1918–1987), US-amerikanischer Literaturwissenschaftler und Schriftsteller
- Ellmann-Eelma, Eduard (1902–1941), estnischer Fußballspieler
- Ellmar, Paul (1890–1963), deutscher Schauspieler, Hörspielsprecher, Theaterleiter und Bühnenautor
- Ellmauer, Katharina (* 2000), österreichische Skispringerin
- Ellmauer, Matthias (* 1946), österreichischer Politiker (ÖVP), Abgeordneter zum Nationalrat, Mitglied des Bundesrates
- Ellmauthaler, Volkmar J. (* 1957), österreichischer Medizinpsychologe, Supervisor, Kirchenmusiker, Chorleiter, Komponist und Autor
- Ellmenreich, Albert (1816–1905), deutscher Theaterschauspieler, -regisseur und Schriftsteller
- Ellmenreich, Albert (1870–1937), österreichisch-italienischer Journalist und Fotograf
- Ellmenreich, Franziska (1847–1931), deutsche Schauspielerin
- Ellmenreich, Friederike (1775–1845), deutsche Schauspielerin, Opernsängerin (Alt) und Schriftstellerin
- Ellmenreich, Louis (1839–1912), deutscher Schauspieler, Regisseur und Theaterdirektor
- Ellmer, Arndt (* 1954), deutscher Science-Fiction-Schriftsteller
- Ellmer, Heidi, deutsche Fußballspielerin
- Ellmer, Martina (* 1958), österreichische Skirennläuferin
- Ellmer, Robert (* 1959), österreichischer Schriftsteller
- Ellmerer, Barbara (* 1956), schweizerisch-österreichische bildende Künstlerin
- Ellmerer, Hans (1890–1969), österreichischer Politiker (CS), Abgeordneter zum Nationalrat
- Ellmerich, Lars (* 1961), deutscher Fußballspieler und -trainer
- Ellmers, Detlev (1938–2022), deutscher Schiffsarchäologe
- Ellmers, Renee (* 1964), US-amerikanische Politikerin
- Ellminger, Ignaz (1843–1894), österreichischer Landschaftsmaler

### Elln
- Ellner, Claude Robert (* 1949), deutscher Diplomat und Botschafter

### Ello
- Elloh, Amon (* 1994), ivorische Fußballspielerin
- Ellonen, Esa (1934–2018), finnischer Tischtennisspieler und Ökonom
- Ellong, Françoise (* 1988), kamerunische Regisseurin und Autorin
- Ellor, Elmo (1907–1986), estnischer Dramatiker und Journalist
- Ellory, R. J. (* 1965), britischer Krimi-Autor
- Ellouke, Maryam (* 1998), marokkanische Leichtathletin
- Elloumi Rekik, Selma (* 1956), tunesische Unternehmerin und Politikerin
- Elloy, Colette (* 1931), französische Hürdenläuferin
- Elloy, Georges (1930–2020), französischer Hürdenläufer
- Elloy, Laurence (* 1959), französische Hürdenläuferin

### Ellq
- Ellqvist, Ester (1880–1918), schwedische Malerin

### Ellr
- Ellram, Lisa (* 1960), US-amerikanische Wirtschaftswissenschaftlerin
- Ellrich, Eduard (1869–1945), deutscher Politiker (SPD)
- Ellrich, Hartmut (* 1970), deutscher Historiker, Journalist und Buchhändler
- Ellrich, Karl (1902–1988), deutscher Gewerkschafter (FDGB), Vorsitzender der GUE
- Ellrich, Sebastian (* 1984), deutscher Bühnen- und Kostümbildner und Modedesigner
- Ellrich, Tim (* 1989), deutscher Filmregisseur, Drehbuchautor und Filmproduzent
- Ellrichshausen, Joseph von (1832–1906), deutscher Rittergutsbesitzer und Politiker, MdR
- Ellrichshausen, Karl Reinhard von (1720–1779), österreichischer Generalfeldzeugmeister
- Ellrichshausen, Ludwig von (1789–1832), Rittergutsbesitzer und Abgeordneter
- Ellrod, Germann August (1709–1760), deutscher evangelischer Geistlicher und Hochschullehrer
- Ellrodt, Friedrich Wilhelm von (1772–1844), deutscher Offizier und Politiker
- Ellrodt, Gerhard (1909–1949), deutscher antifaschistischer Widerstandskämpfer und SED-Funktionär
- Ellrodt, Richard (1883–1933), deutscher Politiker (SPD, USPD, KPD)
- Ellrodt, Robert (1922–2015), französischer Literaturwissenschaftler
- Ellrott, Thomas (* 1966), deutscher Ernährungswissenschaftler
- Ellroy, James (* 1948), US-amerikanischer SchriftstellerJames Ellroy (* 1948)

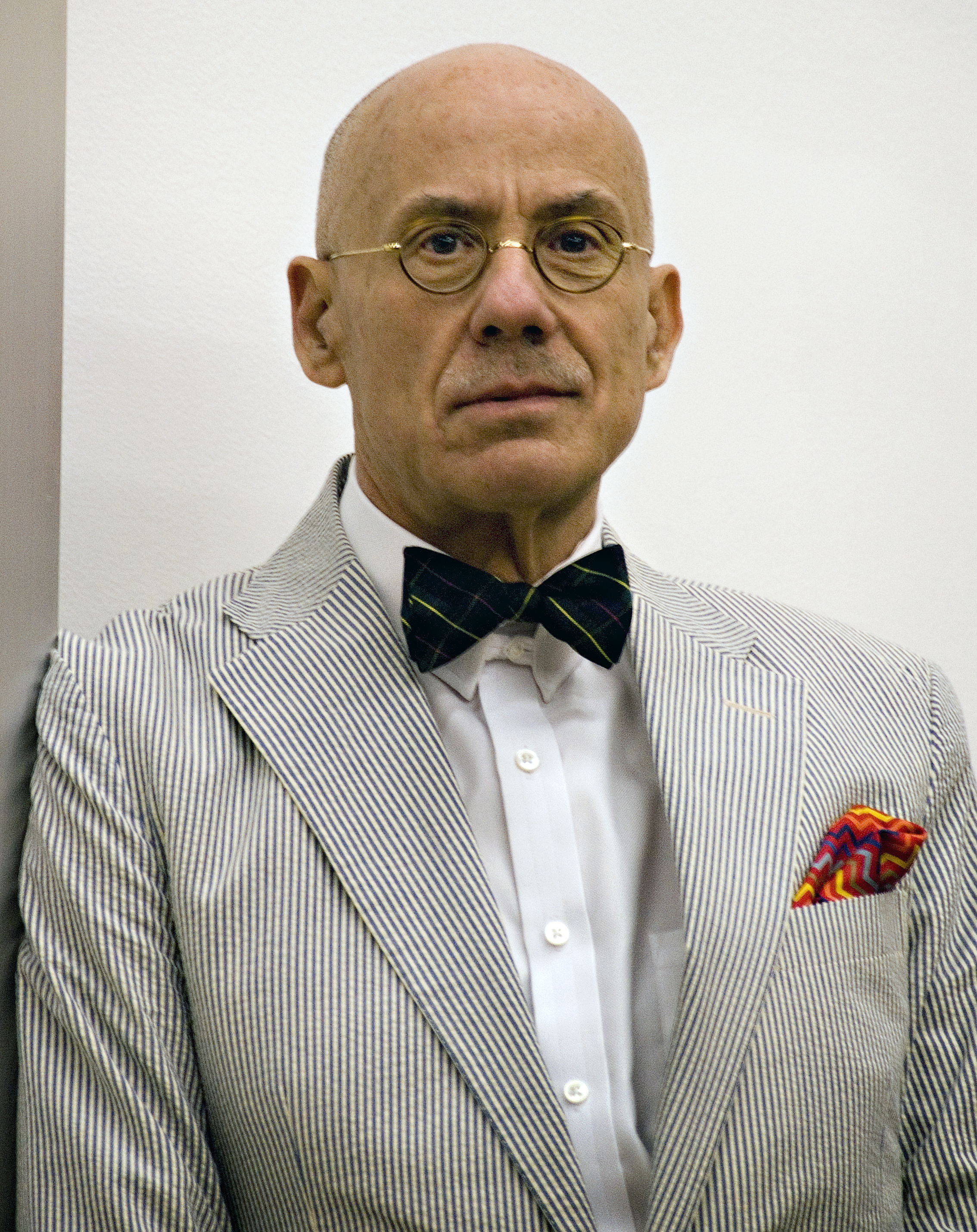
James Ellroy (* 1948)

### Ells
- Ellsberg, Daniel (1931–2023), US-amerikanischer Ökonom und „Whistleblower“ der „Pentagon-Papiere“
- Ellsberry, William W. (1833–1894), US-amerikanischer Politiker
- Ellspermann, Sue (* 1960), US-amerikanische Politikerin
- Ellßel, Ingolf (* 1954), deutscher Pfingst-Pastor
- Ellstätter, Moritz (1827–1905), badischer Minister
- Ellstein, Abraham (1907–1963), US-amerikanischer Komponist von jiddischer Unterhaltungsmusik
- Ellsworth, Annie (1826–1900), US-amerikanische Frau
- Ellsworth, Bobby (* 1959), US-amerikanischer Sänger und Leadsänger der Thrash-Metal-Band Overkill
- Ellsworth, Brad (* 1958), US-amerikanischer Politiker
- Ellsworth, Charles C. (1824–1899), US-amerikanischer Politiker
- Ellsworth, Franklin (1879–1942), US-amerikanischer Politiker
- Ellsworth, Harris (1899–1986), US-amerikanischer Politiker
- Ellsworth, Henry Leavitt (1791–1858), US-amerikanischer Jurist
- Ellsworth, James (* 1984), US-amerikanischer Wrestler
- Ellsworth, James William (1849–1925), US-amerikanischer Industrieller, Kunstsammler und Mäzen
- Ellsworth, Jeri (* 1974), US-amerikanische Computer-Ingenieurin
- Ellsworth, Kiko (* 1973), US-amerikanischer Schauspieler
- Ellsworth, Lincoln (1880–1951), US-amerikanischer Polarforscher
- Ellsworth, Oliver (1745–1807), amerikanischer Jurist, Politiker und Präsident des Obersten Gerichtshofs der Vereinigten Staaten
- Ellsworth, Robert Fred (1926–2011), US-amerikanischer Politiker
- Ellsworth, Samuel S. (1790–1863), US-amerikanischer Jurist und Politiker
- Ellsworth, William W. (1791–1868), US-amerikanischer Politiker und Jurist

### Ellu
- Ellul, Helga (* 1947), deutsche Managerin
- Ellul, Jacques (1912–1994), französischer Soziologe und TheologeJacques Ellul (1912–1994)

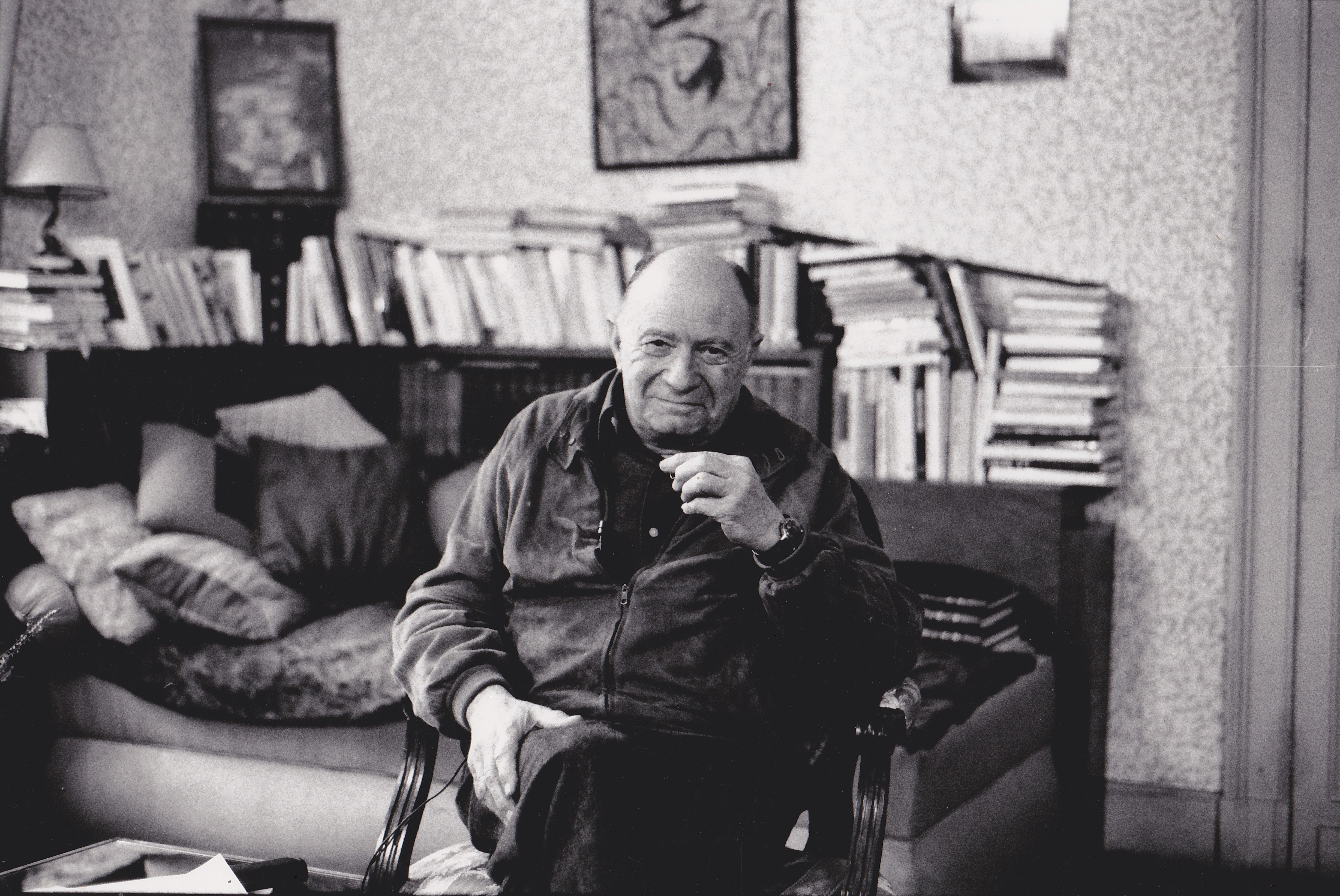
Jacques Ellul (1912–1994)

### Ellw
- Ellwanger, Jürgen (* 1940), deutscher Archivar und Heimatforscher
- Ellward, Syntia (* 1993), polnische Leichtathletin
- Ellwein, Eduard (1898–1974), deutscher evangelischer Theologe, Pfarrer und Hochschullehrer
- Ellwein, Theodor (1897–1962), deutscher evangelischer Theologe, Religionslehrer und Hochschullehrer
- Ellwein, Thomas (1927–1998), deutscher Politologe und Verwaltungswissenschaftler
- Ellwood, Annabel (* 1978), australische Tennisspielerin
- Ellwood, Aubrey (1897–1992), britischer Luftwaffenbefehlshaber
- Ellwood, Ben (* 1976), australischer Tennisspieler
- Ellwood, Charles Abram (1873–1946), US-amerikanischer Soziologe
- Ellwood, Craig (1922–1992), US-amerikanischer Architekt
- Ellwood, Katie, britische Film- und Fernsehregisseurin
- Ellwood, Reuben (1821–1885), US-amerikanischer Politiker
- Ellwood, Tobias (* 1966), britischer Politiker, Mitglied des House of Commons

### Elly
- Ellyson, Erica (* 1984), US-amerikanisches Softcore-Model und Schauspielerin
- Ellyson, James Taylor (1847–1919), US-amerikanischer Politiker
- Ellyson, Theodore Gordon (1885–1928), US-amerikanischer Pilot

### Ellz
- Ellzey, Jake (* 1970), US-amerikanischer Politiker
- Ellzey, Lawrence R. (1891–1977), US-amerikanischer Politiker